# Liste des œuvres présentées à la septième exposition impressionniste
Cet article recense les œuvres présentées lors de la septième exposition impressionniste, qui s'est tenue du 1er au 31 mars 1882. Rassemblant 9 artistes, la septième exposition impressionniste regroupe au moins 203 œuvres.

## Titres
Les titres des œuvres, ainsi que leur ordre, sont ceux donnés sur le catalogue de l'exposition. Ils peuvent différer de ceux qu'on leur donne aujourd'hui.
Par ailleurs, de façon quasi systématique, les noms des personnes ne sont indiqués que par leurs initiales.

## Liste

### Gustave Caillebotte
Gustave Caillebotte présente 17 œuvres : seize peintures et un pastel.
- 1 : Partie de bézigue (collection particulière[2])
- 2 : Homme au balcon (collection particulière[3])
- 3 : Chemin montant (localisation inconnue ; peinture connue uniquement par une caricature faite par Draner en 1882[4])
- 4 : Fruits (avk) (musée des Beaux-Arts de Boston sous le titre Fruit Displayed on a Stand : Fruits à l'étalage[5],[6])
- 5 : Portrait de M. G. (Richard Gallo, ami d'enfance de Caillebotte ; musée d'art Nelson-Atkins sous le titre Portrait of Richard Gallo[2],[7])
- 6 : Portrait de M. F. (Jules Froyez ; collection particulière[8])
- 7 : Villers-sur-Mer (collection particulière[9])
- 8 : Marine (collection particulière[10])
- 9 : Route d'Honfleur à Trouville (collection particulière[11])
- 10 : Boulevard vu d'en haut (collection particulière[12])
- 11 : Balcon (collection particulière[13])
- 12 : Paysage (Environs de Trouville) (peut-être collection particulière sous le titre La Vallée de la Touque, Trouville[14])
- 13 : Bois près de la mer (collection particulière[9])
- 14 : Marine (pastel)
- 15 : Pommiers (peut-être collection particulière sous le titre Pommiers au bord de la mer, Trouville[15])
- 16 : Chemin vert (collection particulière[11])
- 17 : Pêcheur

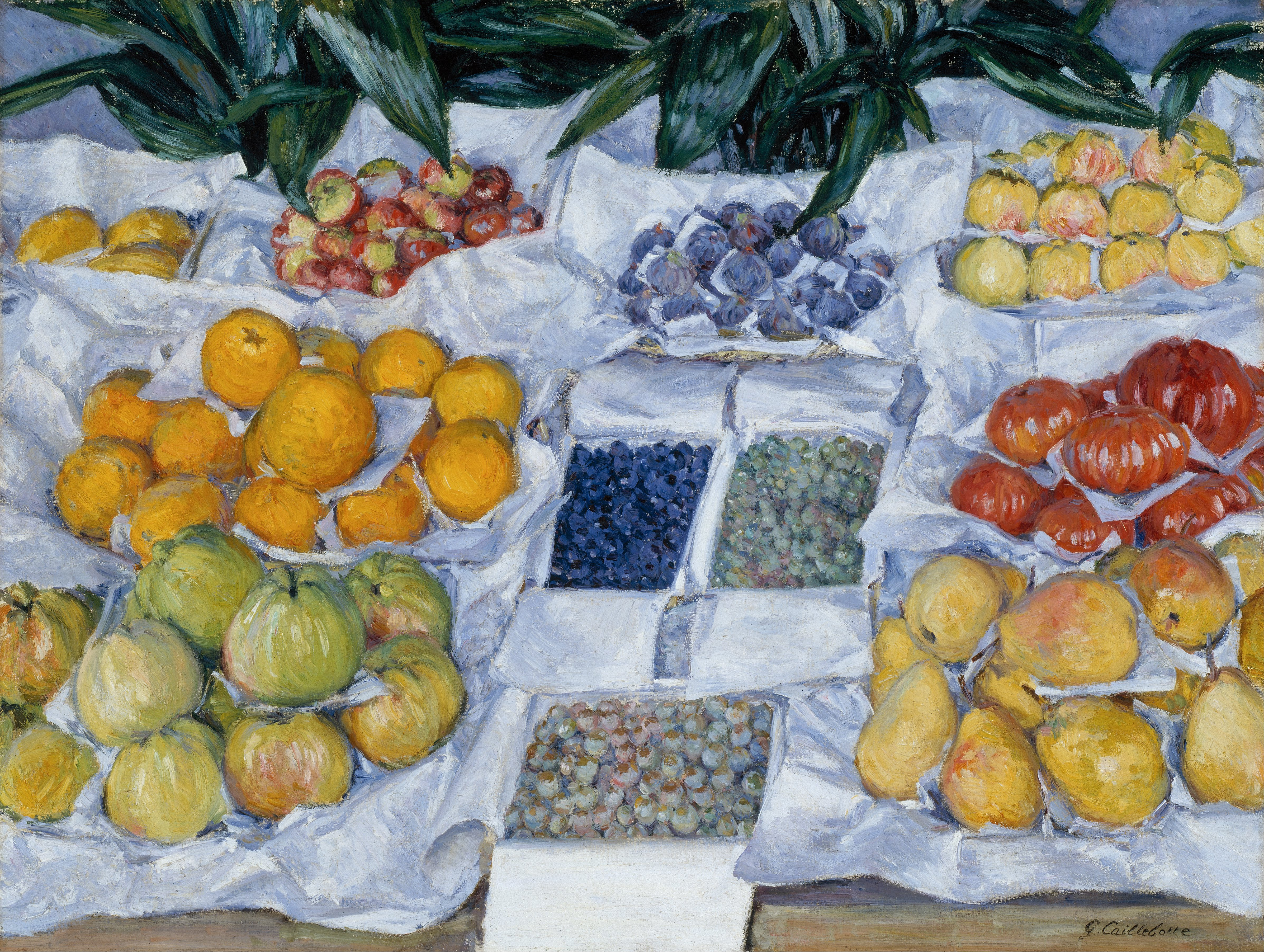
4 : Fruits (avk)
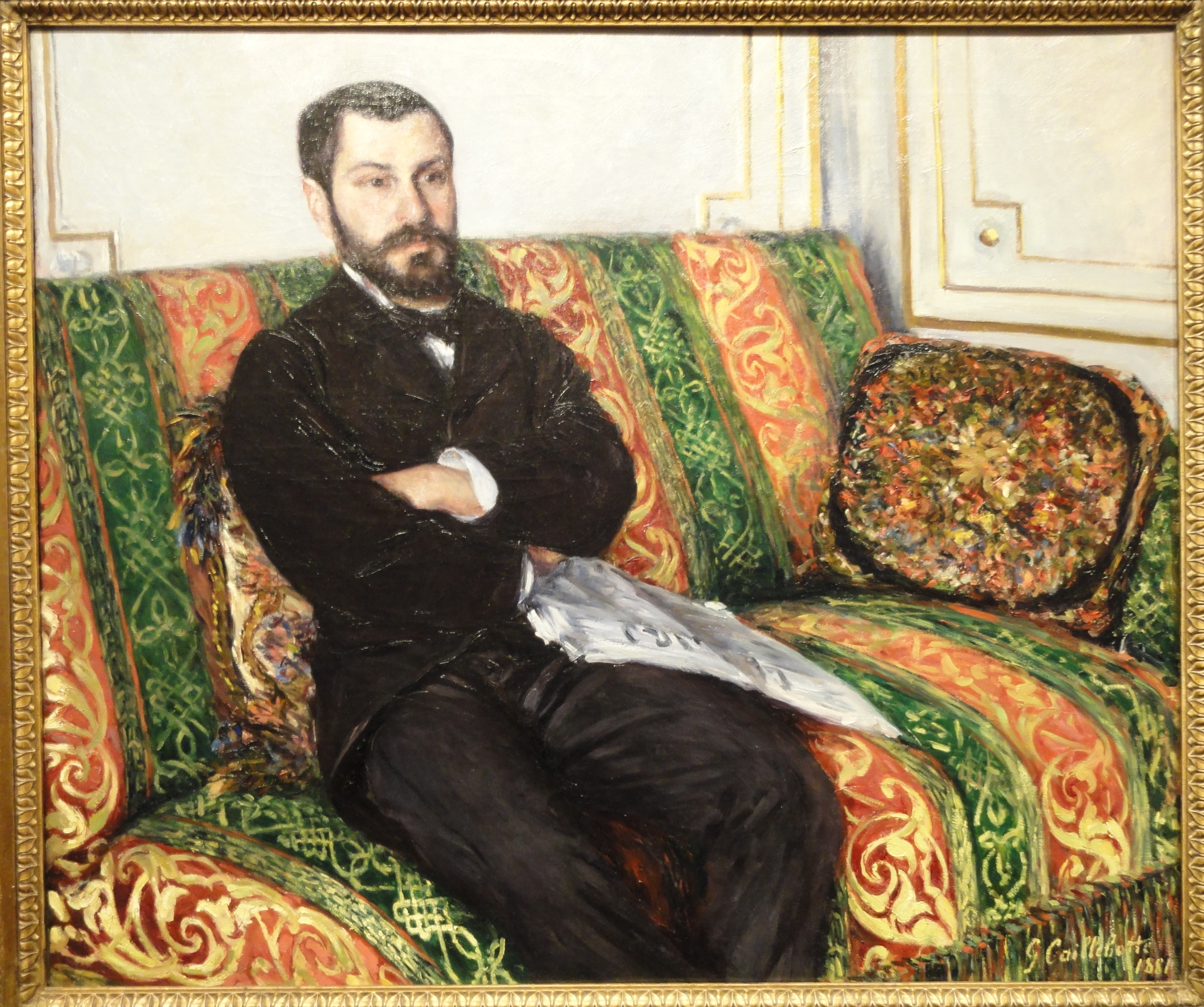
5 : Portrait de M. G.

### Paul Gauguin
Paul Gauguin présente 13 œuvres : onze peintures, un pastel et une sculpture.
- 18 : Fleurs, nature morte (musée national d'Oslo[16],[17] ; également connu sous le titre Intérieur du peintre à Paris, rue Carcel)
- 19 : Église de Vaugirard
- 20 : Un morceau du jardin (Ny Carlsberg Glyptotek sous le titre Personnages dans un jardin[18], collection particulière sous le titre Dans le jardin, rue Carcel[19], ou collection particulière sous le titre Jardin de Pissarro, quai du Pothuis, Pontoise[20])
- 21 : Le Mur mitoyen (collection particulière[21])
- 22 : La petite rêve, étude (Ordrupgaard sous le titre Den lille drømmer, etude[22],[23])
- 23 : À la fenêtre, nature morte (musée des Beaux-Arts de Rennes sous le titre Vase de fleurs[24],[25],[26], ou musée de l'Ermitage sous le titre У окна (ru) : À la fenêtre[27],[28])
- 24 : Fleurs et Tapis, nature morte (collection particulière[29])
- 25 : Bébé, étude
- 26 : Oranges, nature morte (collection particulière sous le titre Intérieur avec Aline[30] ou musée d'Orsay sous le titre Nature morte aux oranges[31])
- 27 : La petite s'amuse (collection particulière[32])
- 28 : Usine à gaz (pastel)
- 29 : Un coin du mur (effet de nuit) (collection particulière[33])
- 30 : Clovis (buste) (sculpture ; collection particulière[34])

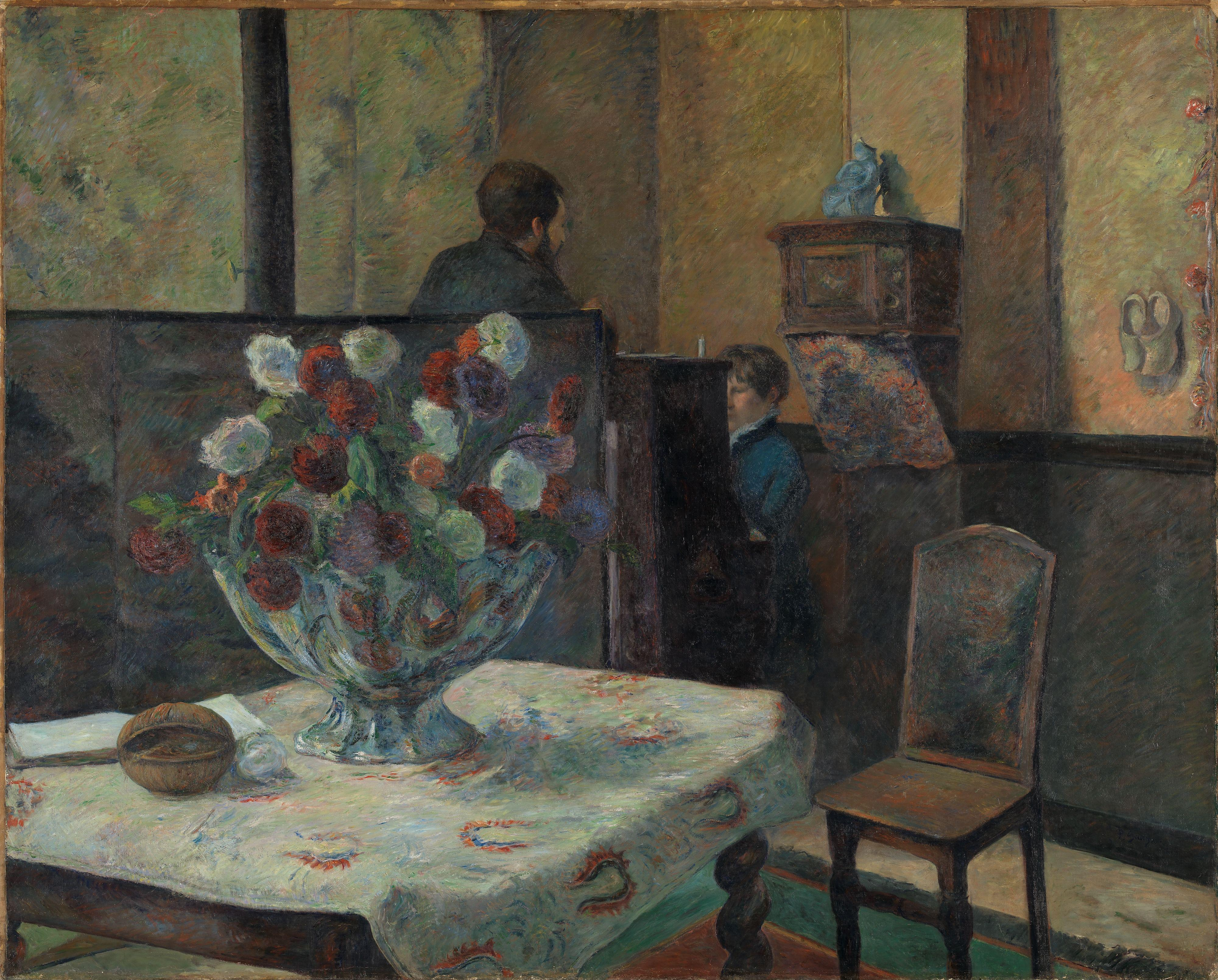
18 : Fleurs, nature morte
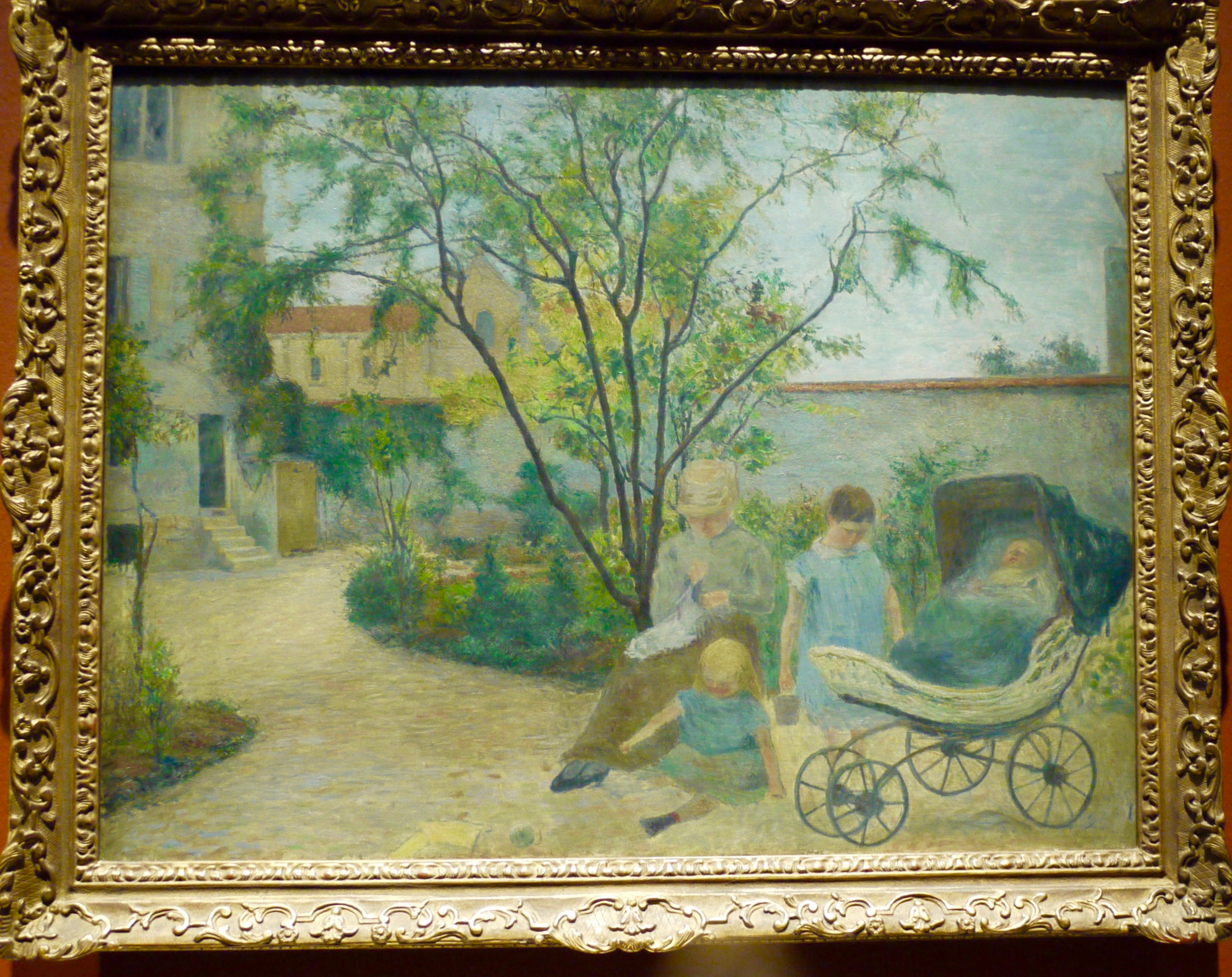
20 : Un morceau du jardin ?
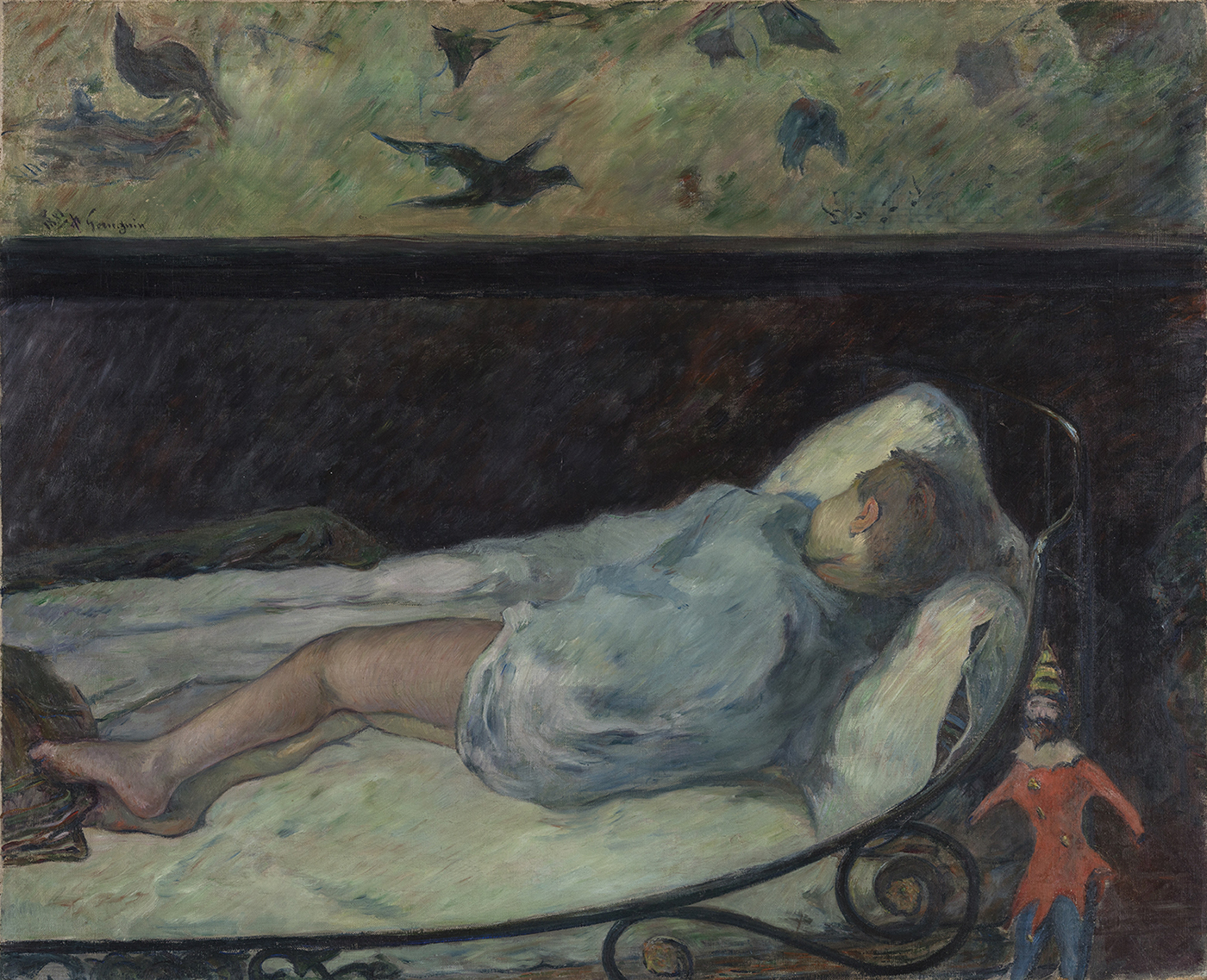
22 : La petite rêve, étude
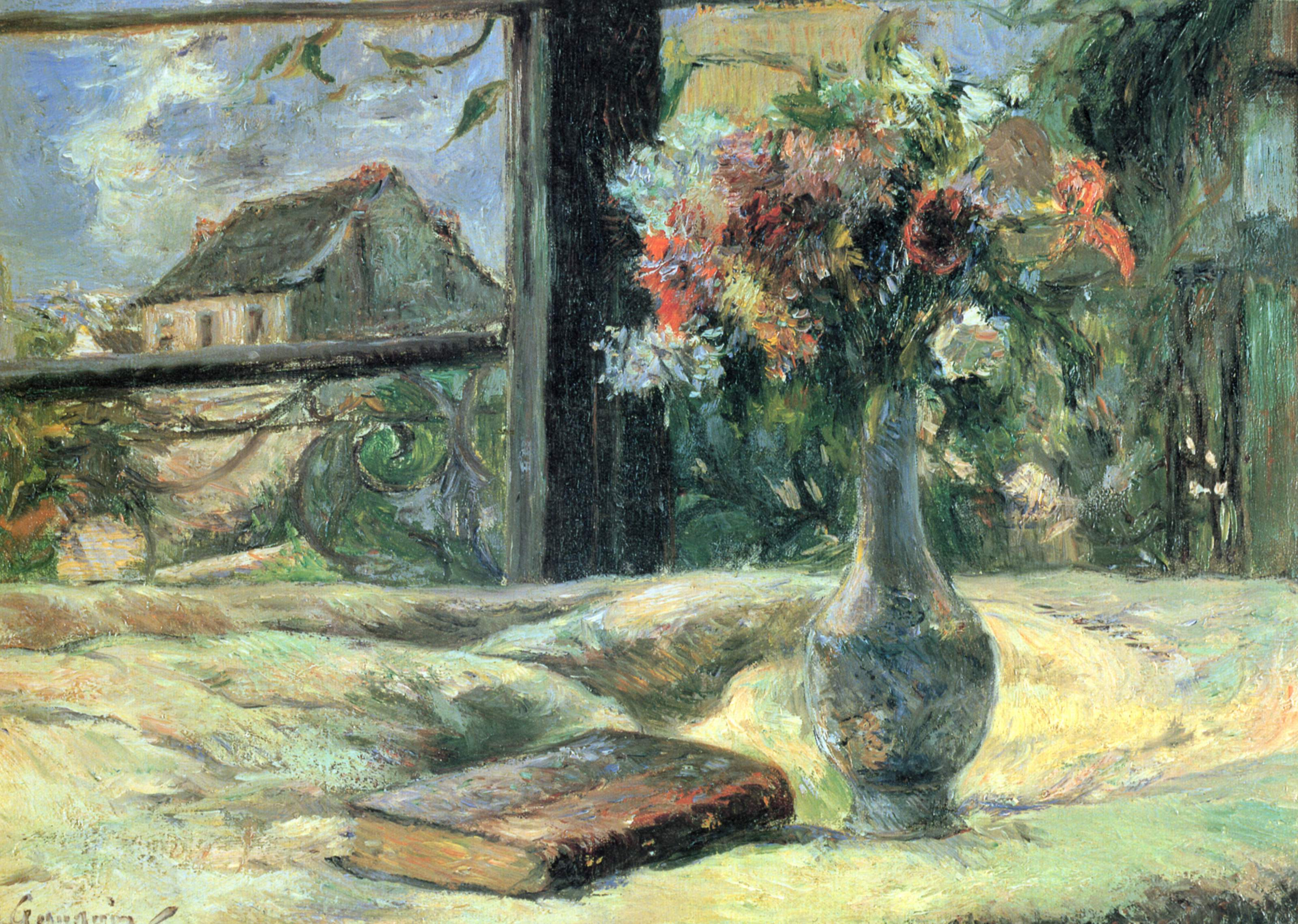
23 : À la fenêtre, nature morte ?
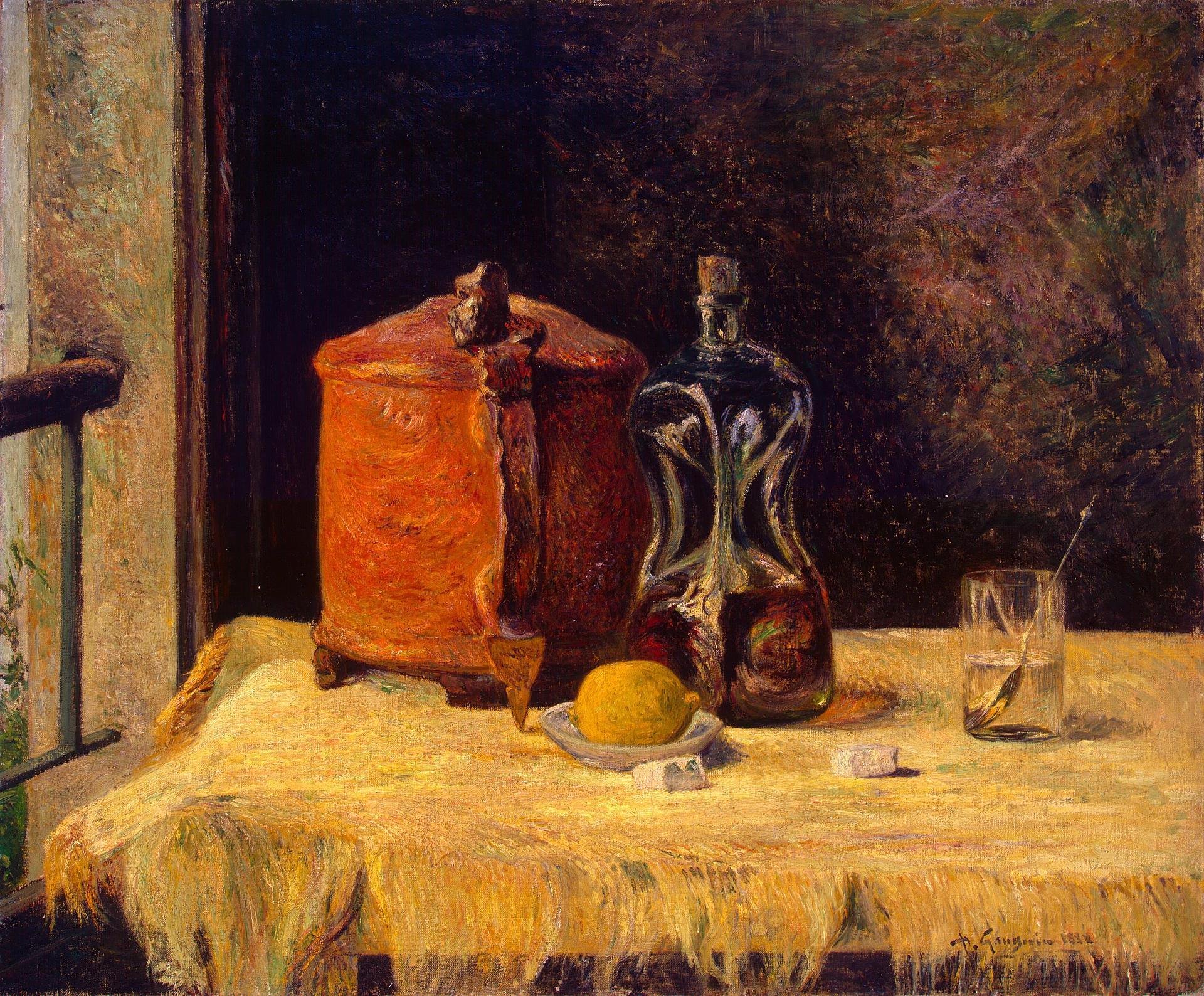
23 : À la fenêtre, nature morte (ru) ?
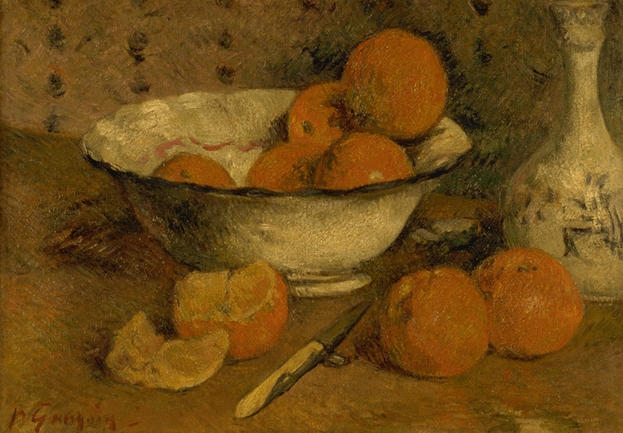
26 : Oranges, nature morte ?

### Armand Guillaumin
Armand Guillaumin présente 26 œuvres : treize peintures et treize pastels.
- Peintures :
  - 31 : Le Coteau de Chatillon
  - 32 : Paysage d'automne (peut-être musée national d'Oslo sous le titre Høstlandskap[35],[36])
  - 33 : Paysage (fin octobre)
  - 34 : Paysage à Chatillon
  - 35 : Pont Louis-Philippe (peut-être National Gallery of Art sous le titre The Bridge of Louis Philippe[37],[38])
  - 36 : Abreuvoir (quai des Célestins)
  - 37 : Avant-port (Dieppe)
  - 38 : Le Voltigeur
  - 39 : La Pointe d'Ailly
  - 40 : Lavoirs (Pont-Marie)
  - 41 : Chemin du Clos-Montholon
  - 42 : Étude
  - 43 : Marine, étude

- Pastels :
  - 44 : Étude dans un jardin
  - 45 : Étude dans un jardin (appartient à M. P.)
  - 46 : Le Pont Louis-Philippe
  - 47 : Petite fille
  - 48 : Étude
  - 49 : Étude au bord de l'eau
  - 50 : Quai des Célestins
  - 51 : Carrière
  - 52 : Paysage à la fosse Bazin
  - 53 : Carrière
  - 54 : Parc d'Issy
  - 55 : Jardin
  - 56 : Bateaux sur la Seine

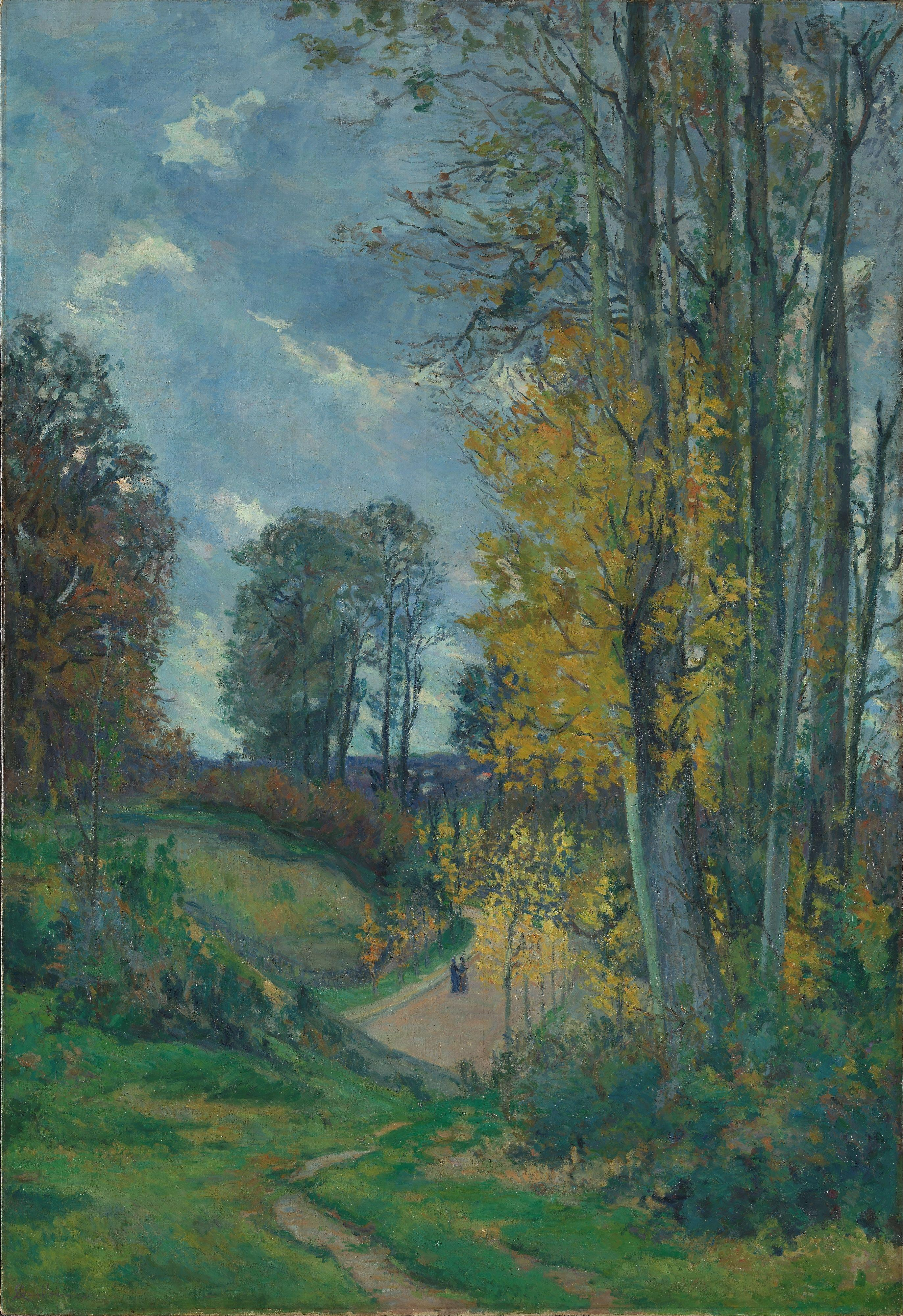
32 : Paysage d'automne ?
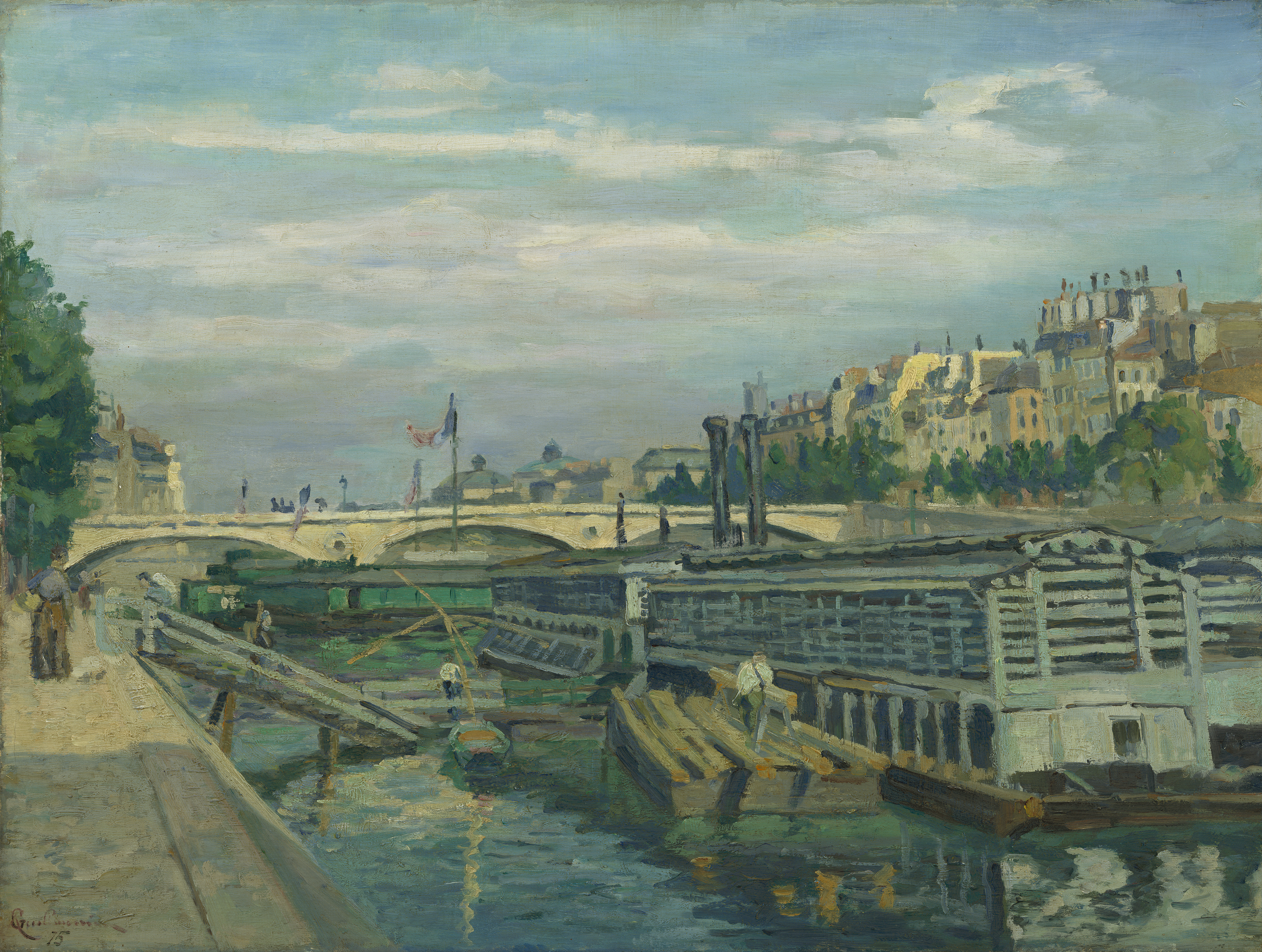
35 : Pont Louis-Philippe ?

### Claude Monet
Claude Monet présente 35 peintures : 
- 57 : Fleurs de Topinambour (appartient à M. Cahuzac ; National Gallery of Art sous le titre Jerusalem Artichoke Flowers[39],[40])
- 58 : Les Glaçons (appartient à Georges Charpentier ; Shelburne Museum sous le titre The Ice Flows[41],[42])
- 59 : Entrée du petit bras de la Seine à Vétheuil (collection particulière[43])
- 60 : Marine
- 61 : Sur la falaise à Grainval (peut-être collection particulière[44])
- 62 : Soleil couchant sur la Seine, effet d'hiver (Petit Palais[45],[46])
- 63 : Femme lisant dans un jardin (collection particulière[47])
- 64 : Bateau échoué (collection particulière[48])
- 65 : Église de Vétheuil (peut-être collection particulière[49])
- 66 : Marée basse, vue prise sur les falaises de Fécamp (peut-être collection particulière sous le titre Temps calme, Fécamp[50])
- 67 : La Mer du haut des falaises (collection particulière[50])
- 68 : Vétheuil, effet de neige
- 69 : Chrysanthèmes (appartient à Gustave Caillebotte ; collection particulière[51])
- 70 : Un coin du jardin à Vétheuil (Norton Simon Museum sous le nom The Artist's Garden at Vétheuil : Le Jardin de l'artiste à Vétheuil[52],[53] ou collection particulière[52])
- 71 : Inondation (fondation Rau pour le Tiers Monde[54])
- 72 : Vétheuil, effet de neige
- 73 : Falaises des petites dalles (musée des Beaux-Arts de Boston sous le titre Cliffs of the Petites Dalles[55],[56] ou  collection privée[57])
- 74 : Marine
- 75 : Château de la Roche-Guyon (collection privée[58])
- 76 : Étude de mer vue des hauteurs (collection particulière[50])
- 77 : À Grainval, près Fécamp (collection privée[59])
- 78 : Bouquet de soleils (es) (Metropolitan Museum of Art sous le titre Bouquet of Sunflowers[60],[61])
- 79 : Vétheuil (peut-être Metropolitan Museum of Art sous le titre Ile aux Fleurs near Vétheuil[62],[63])
- 80 : Glaïeuls (collection particulière[64])
- 81 : Glaïeuls (collection particulière[65])
- 82 : Gibiers, nature morte (collection particulière sous le titre Les Faisans[66] ou Minneapolis Institute of Art sous le titre Still Life with Pheasants and Plovers : Nature morte aux faisans et pluviers[66],[67])
- 83 : Le Matin au bord de la mer (collection particulière[68])
- 84 : Sur la côte à Trouville (musée des Beaux-Arts de Boston sous le titre Seacoast at Trouville[69],[70])
- 85 : Les Glaçons (peut-être musée Oskar Reinhart « Am Römerholz » sous le titre La Débacle[71],[72])
- 86 : Les Coquelicots (peut-être musée Boijmans Van Beuningen sous le titre Champs de coquelicots[73],[74])
- 87 : Du haut des falaises à Fécamp
- 88 : Sentier dans les blés (peut-être collection particulière, anciennement Cleveland Museum of Art sous le titre Champ de blé[75])
- 89 : Sentier dans l'île Saint-Martin (Philadelphia Museum of Art sous le titre Path on the Island of Saint Martin, Vétheuil[76],[77] ou Metropolitan Museum of Art sous le titre View of Vétheuil[78],[79])
- 90 : Paysage d'été, île Saint-Martin (peut-être collection particulière[76])
- 91 : Les Saules (appartient à M. Cahuzac ; Corcoran Gallery of Art sous le titre The Willows[80],[81] ou collection particulière[82])

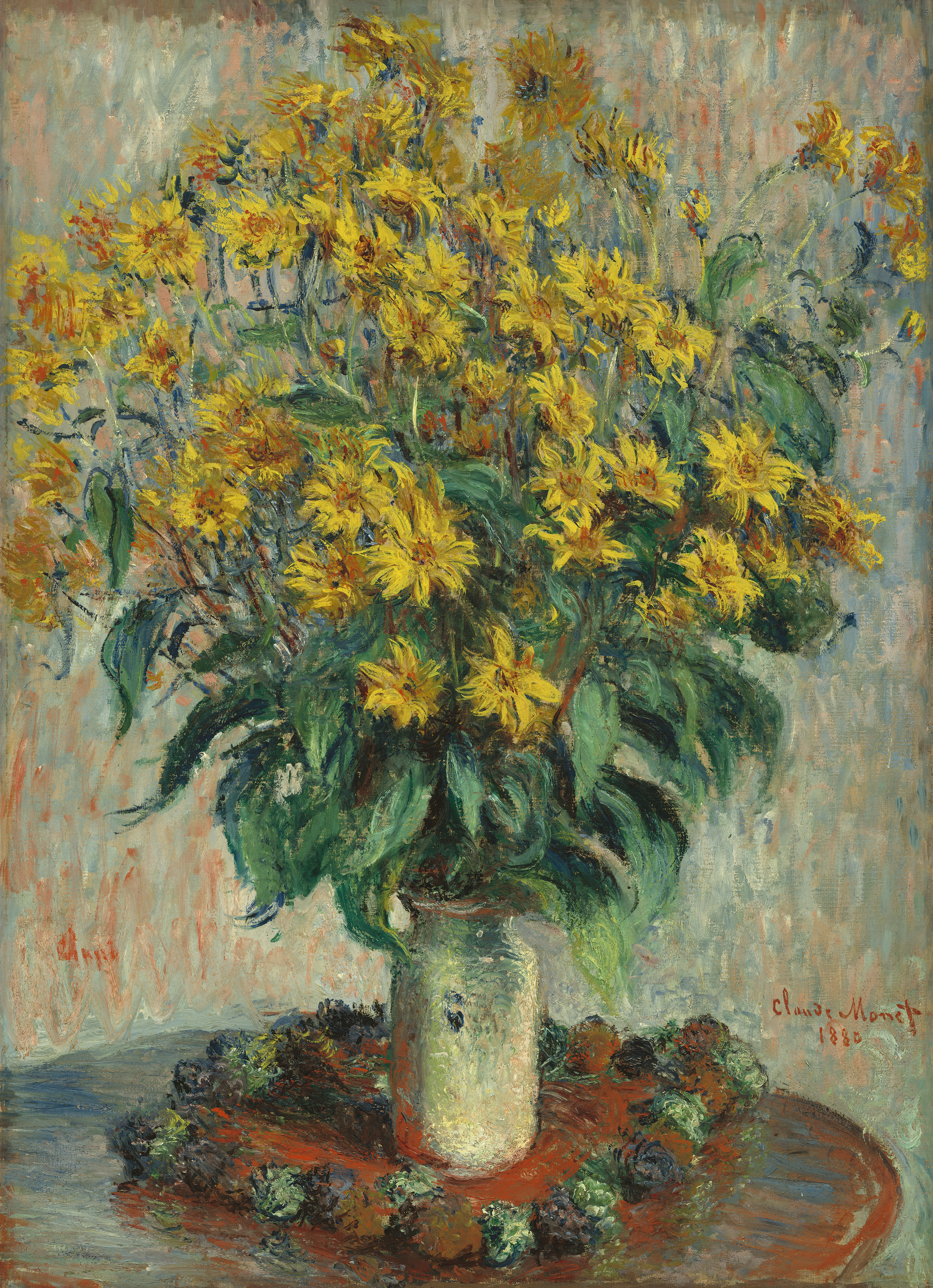
57 : Fleurs de LTopinambour
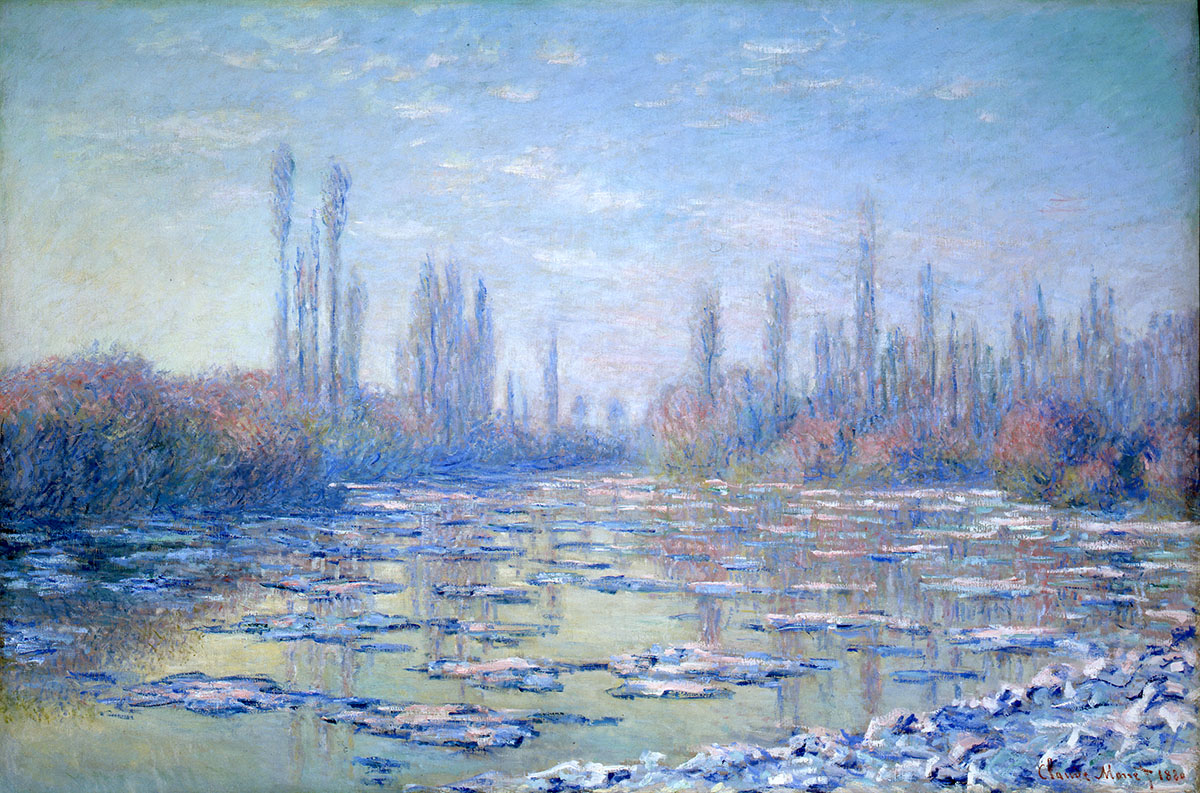
58 : Les Glaçons
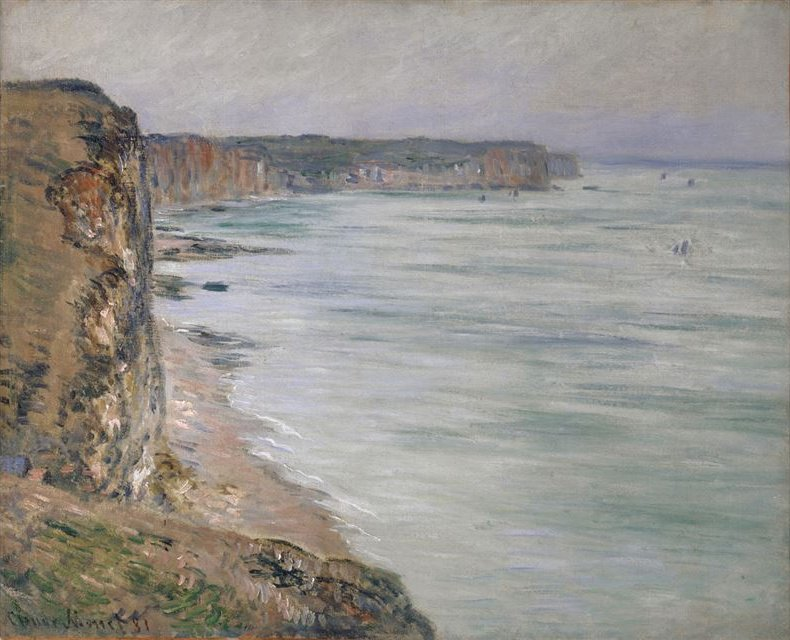
66 : Marée basse, vue prise sur les falaises de Fécamp ?
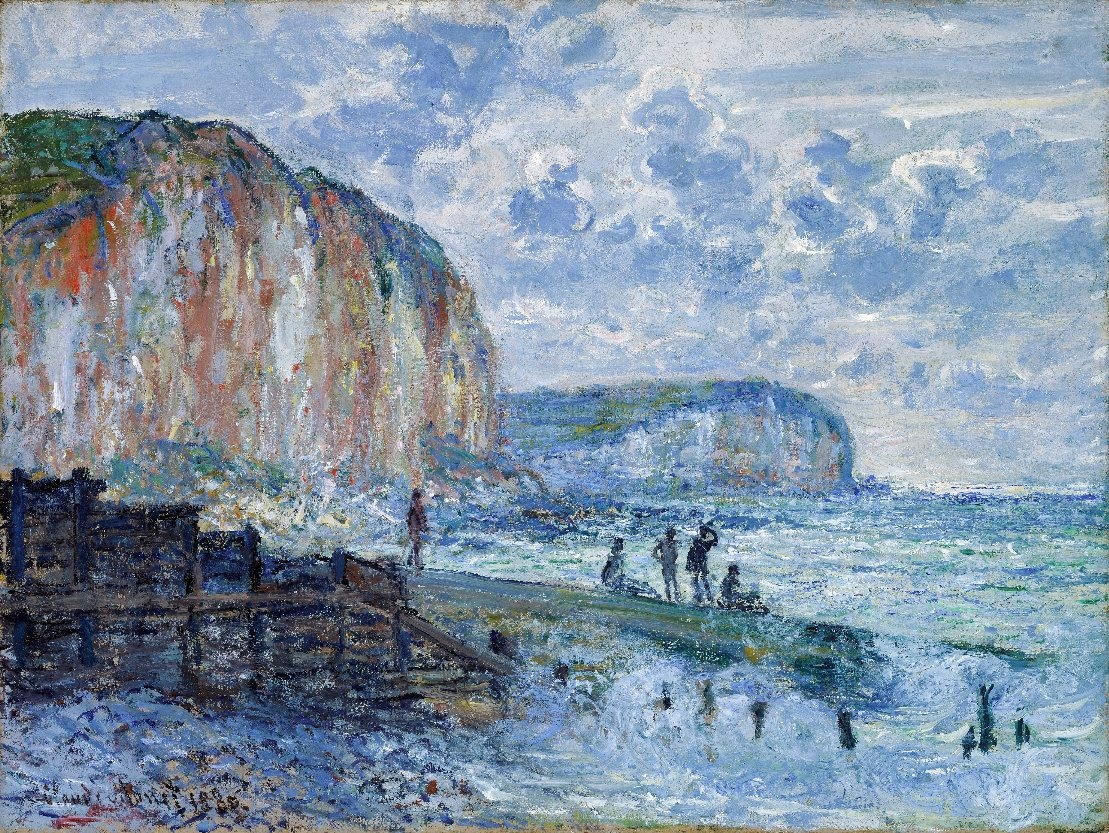
73 : Falaises des petites dalles ?
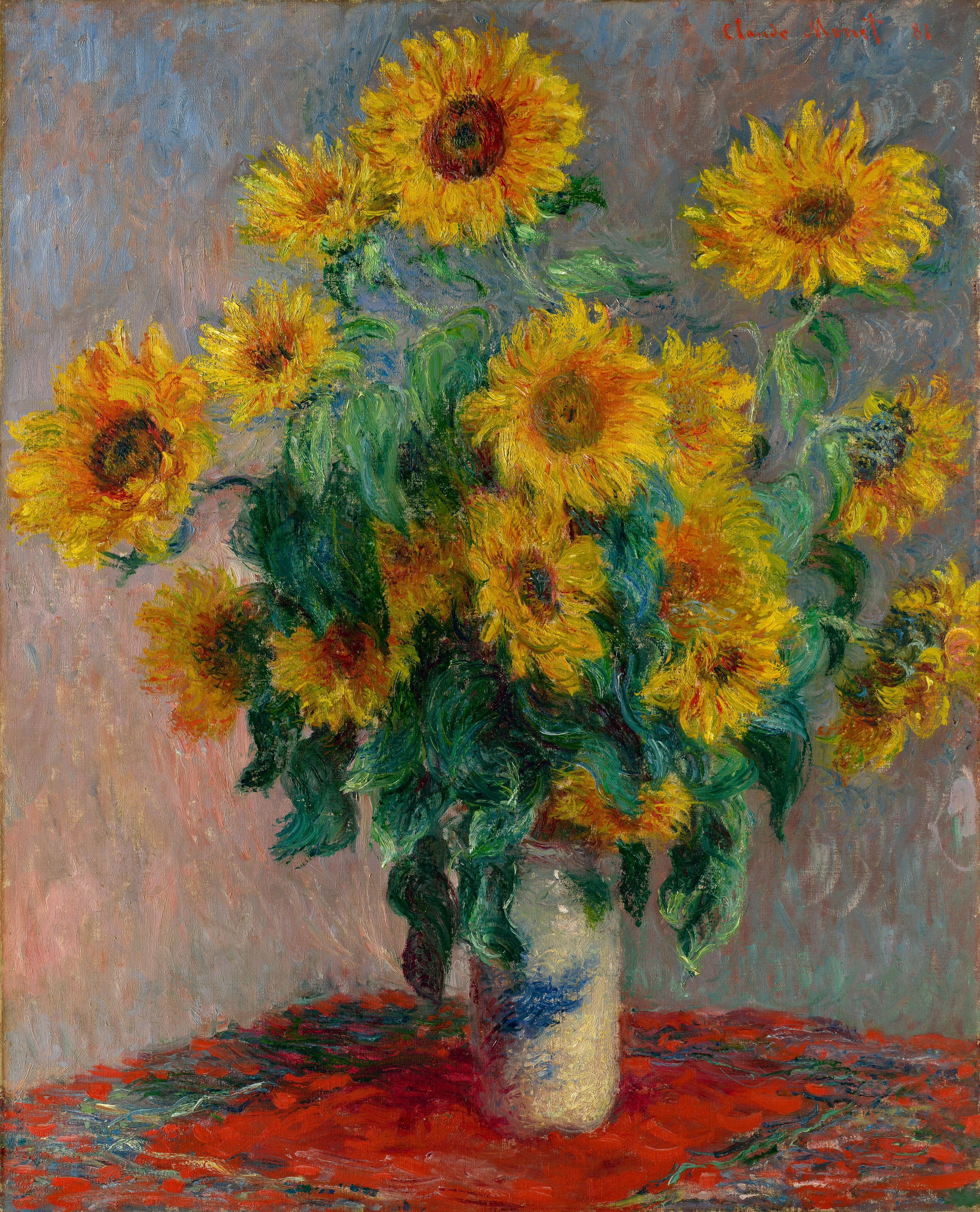
78 : Bouquet de soleils (es)
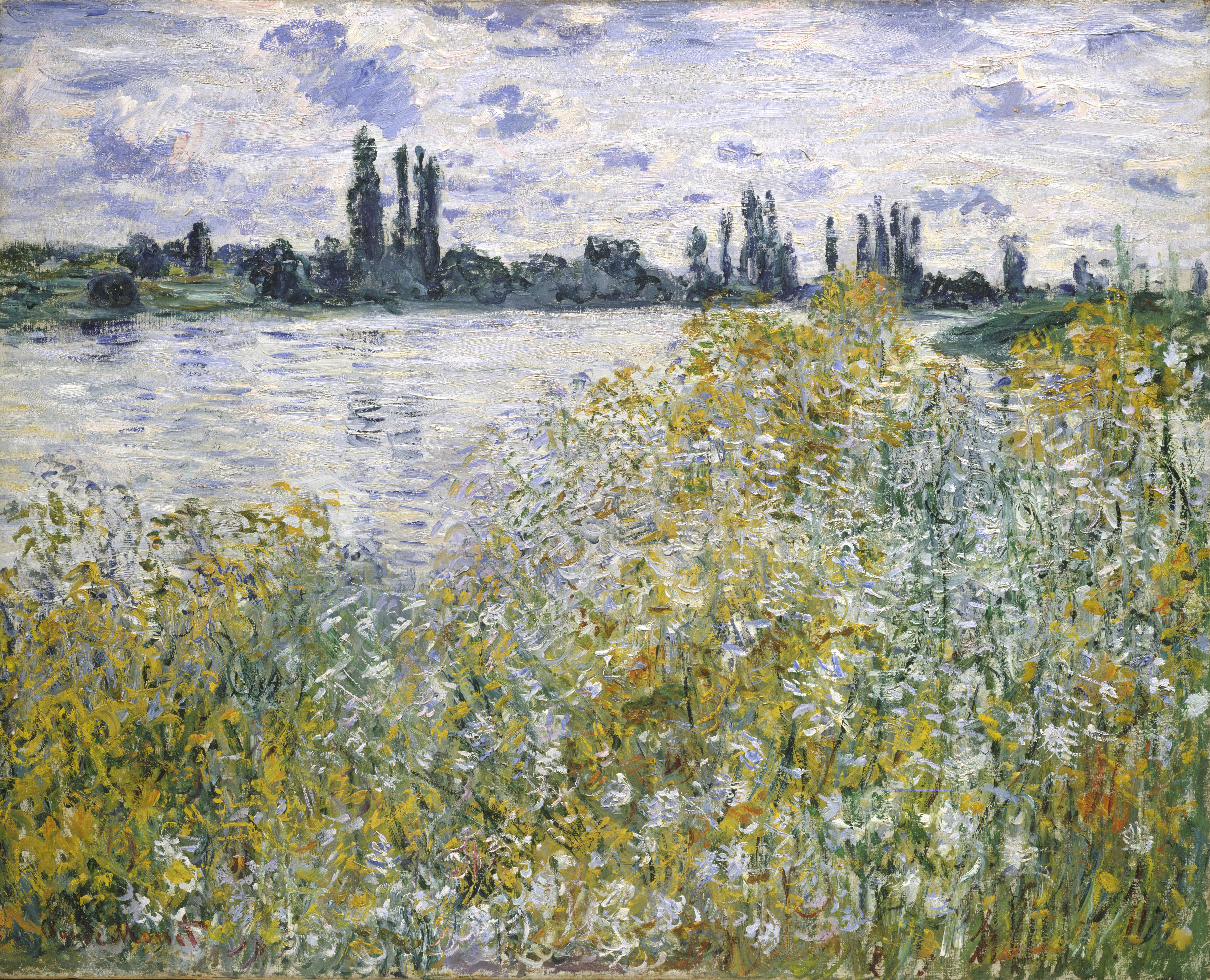
79 : Vétheuil ?
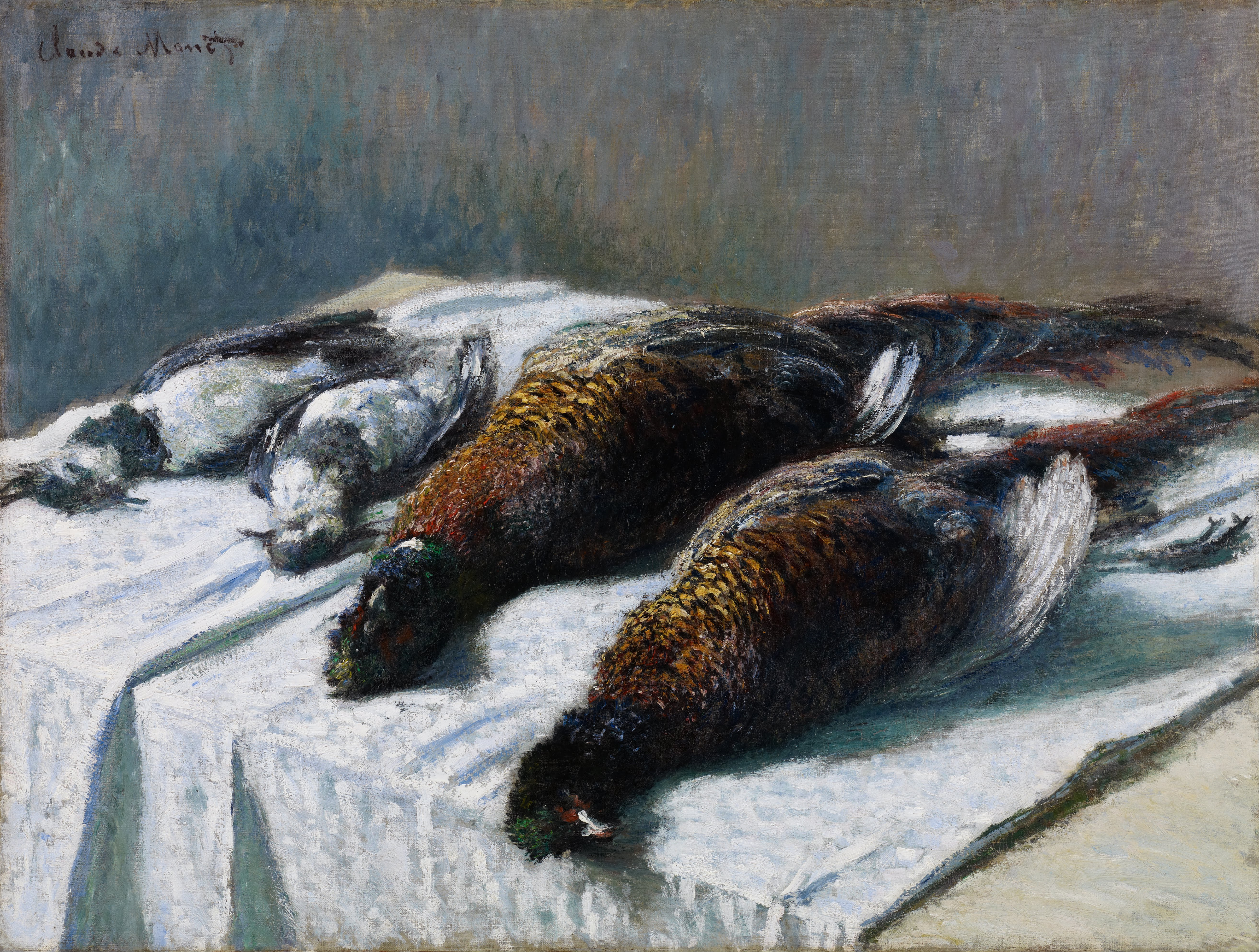
82 : Gibiers, nature morte ?
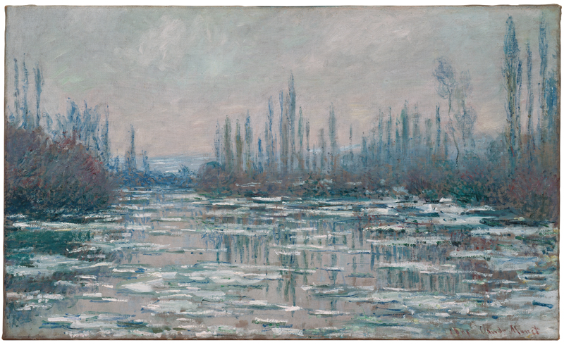
85 : Les Glaçons ?
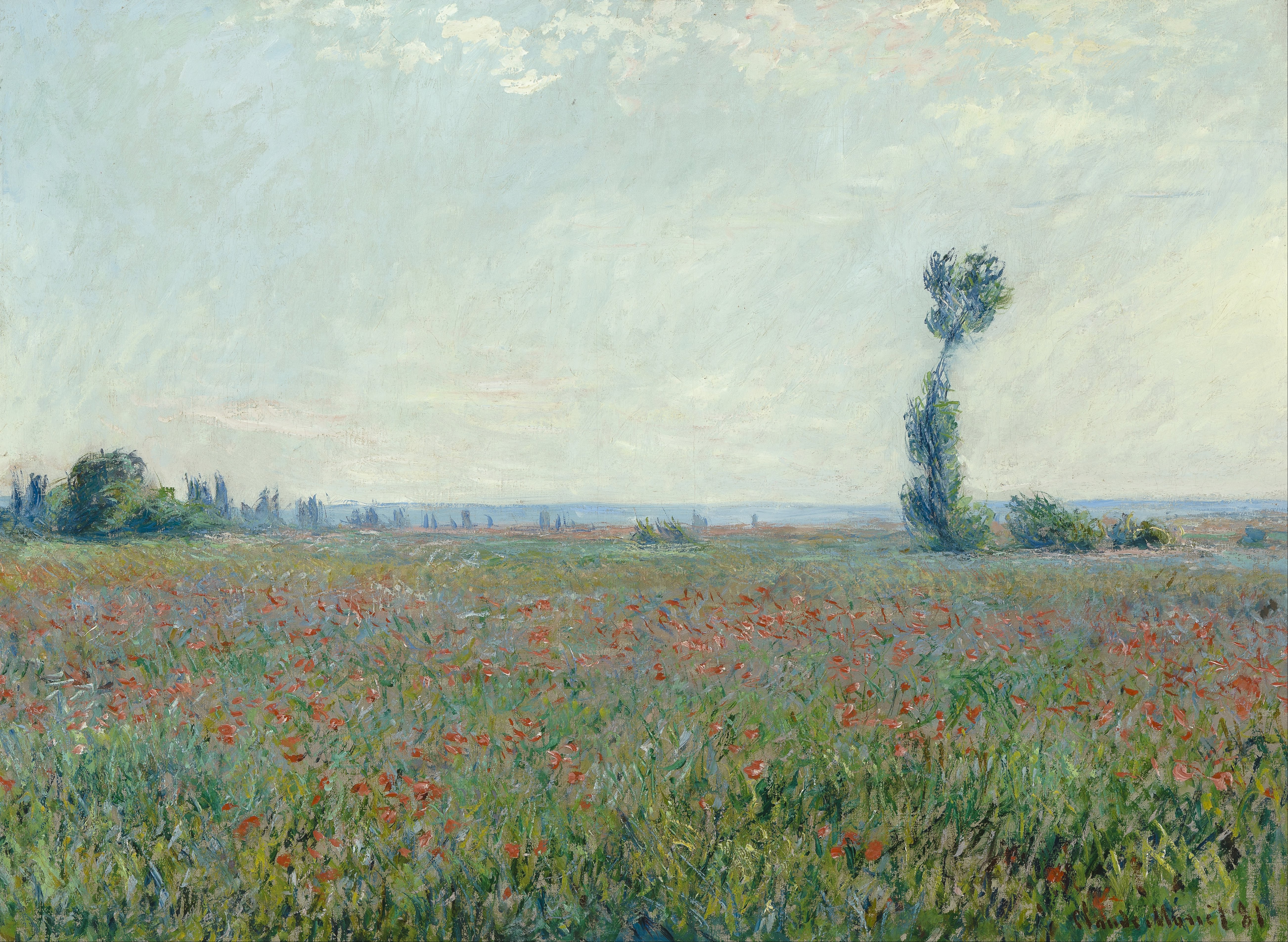
86 : Les Coquelicots ?
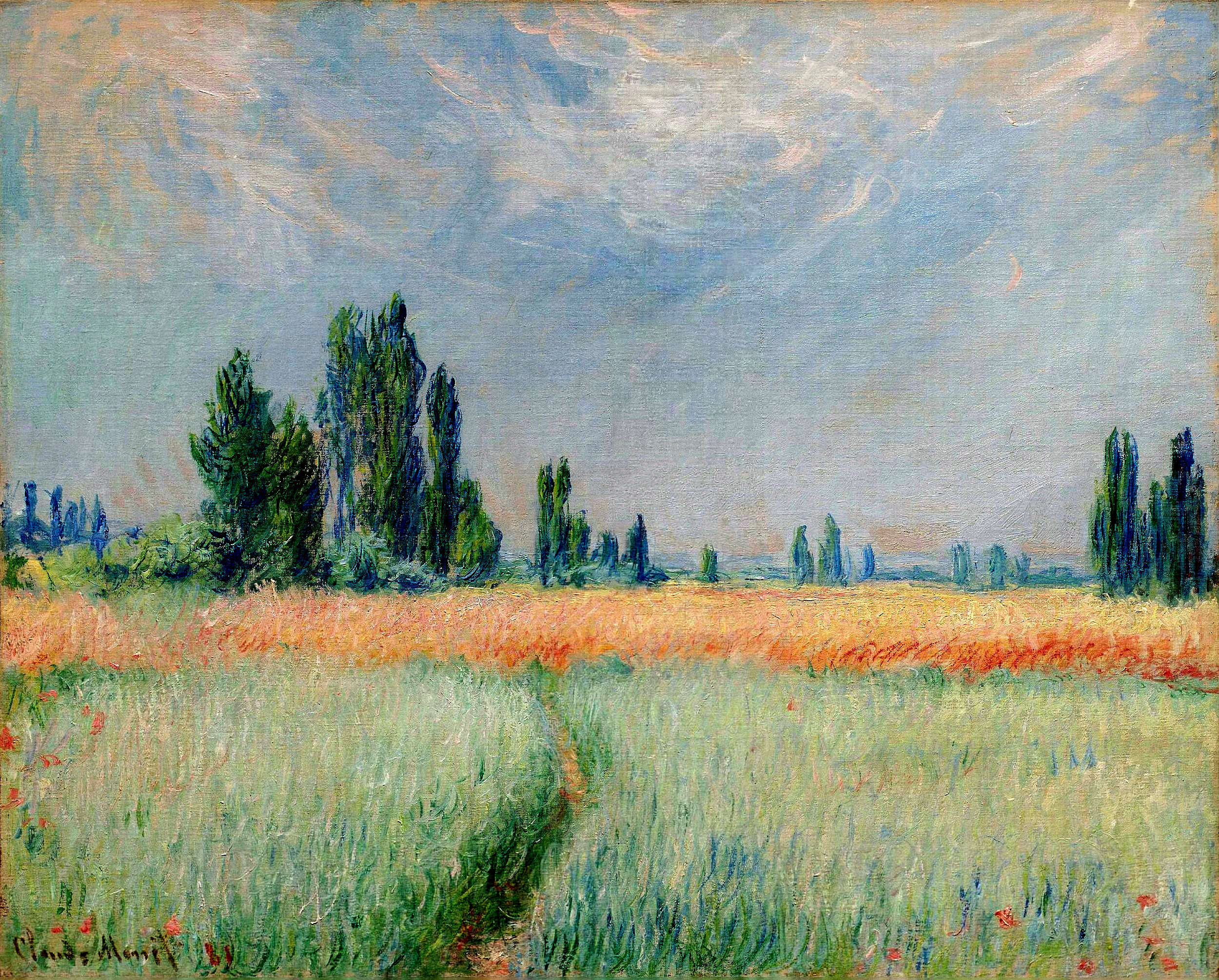
88 : Sentier dans les blés ?
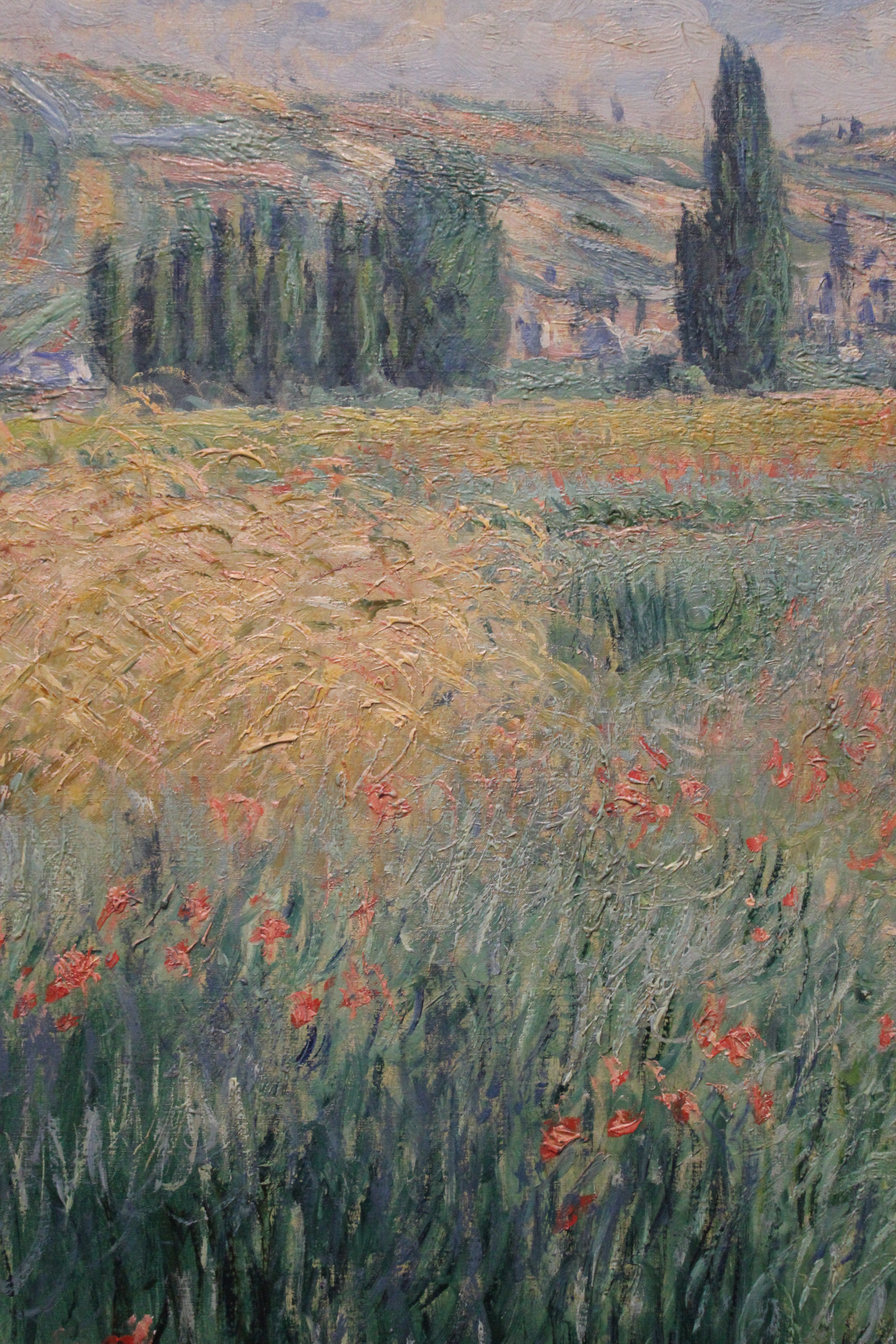
89 : Sentier dans l'île Saint-Martin ?
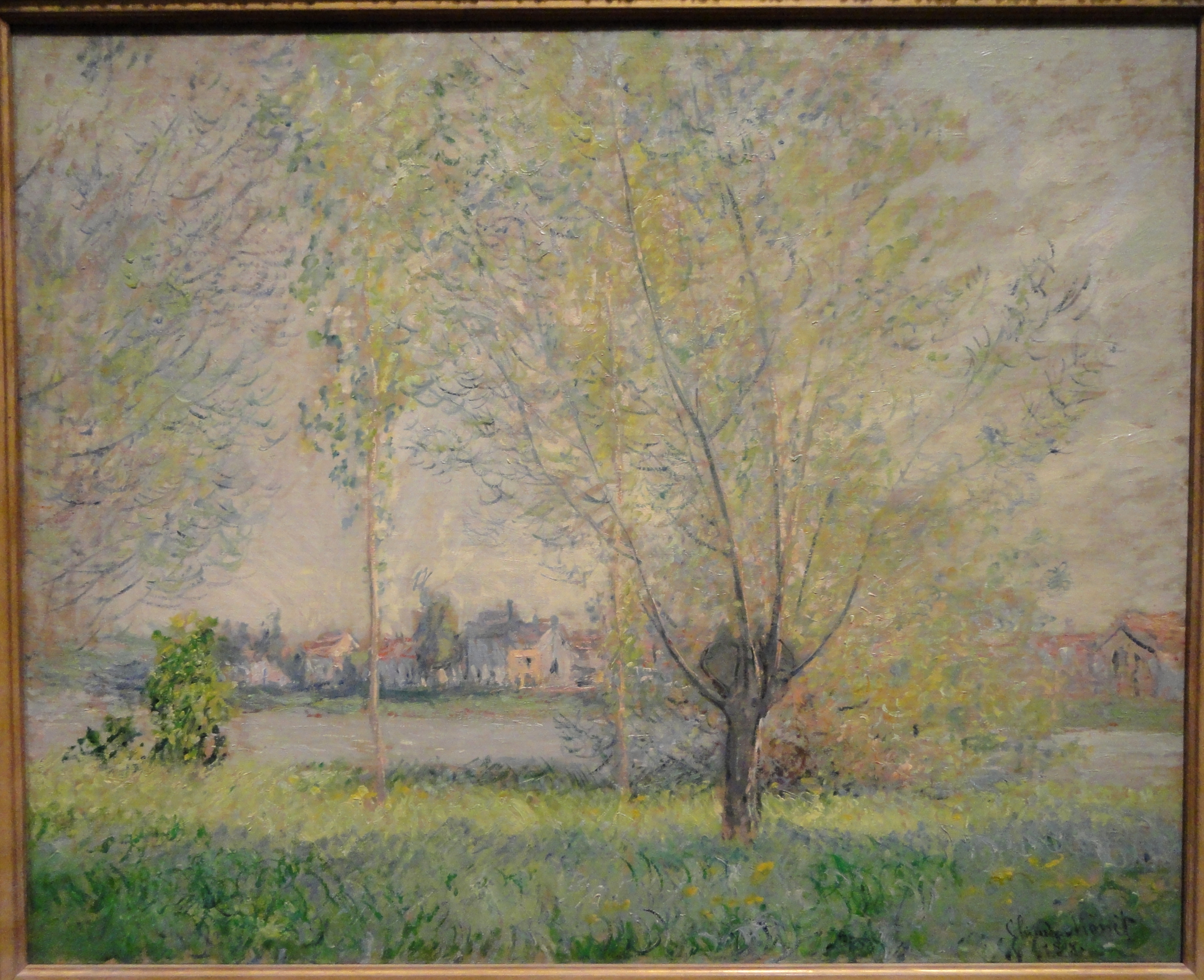
91 : Les Saules

### Berthe Morisot
Berthe Morisot présente 9 œuvres : six tableaux et trois pastels.
- Tableaux :
  - 92 : À la campagne (collection particulière[83])
  - 93 : Blanchisseuse (Ny Carlsberg Glyptotek sous le titre Paysanne étendant du linge[84])
  - 94 : Baby (musée Wallraf-Richartz sous le titre Kind zwischen Stockrosen : Enfant dans les roses trémières[85],[86])
  - 95 : Vue de Saint-Denis
  - 96 : Port de Nice (musée Wallraf-Richartz sous le titre Der Hafen von Nizza : Le Port de Nice[87],[88])
  - 97 : Port de Nice

- Pastels :
  - 98 : Vue d'Andrésy
  - 99 : Paysage
  - 100 : Paysage

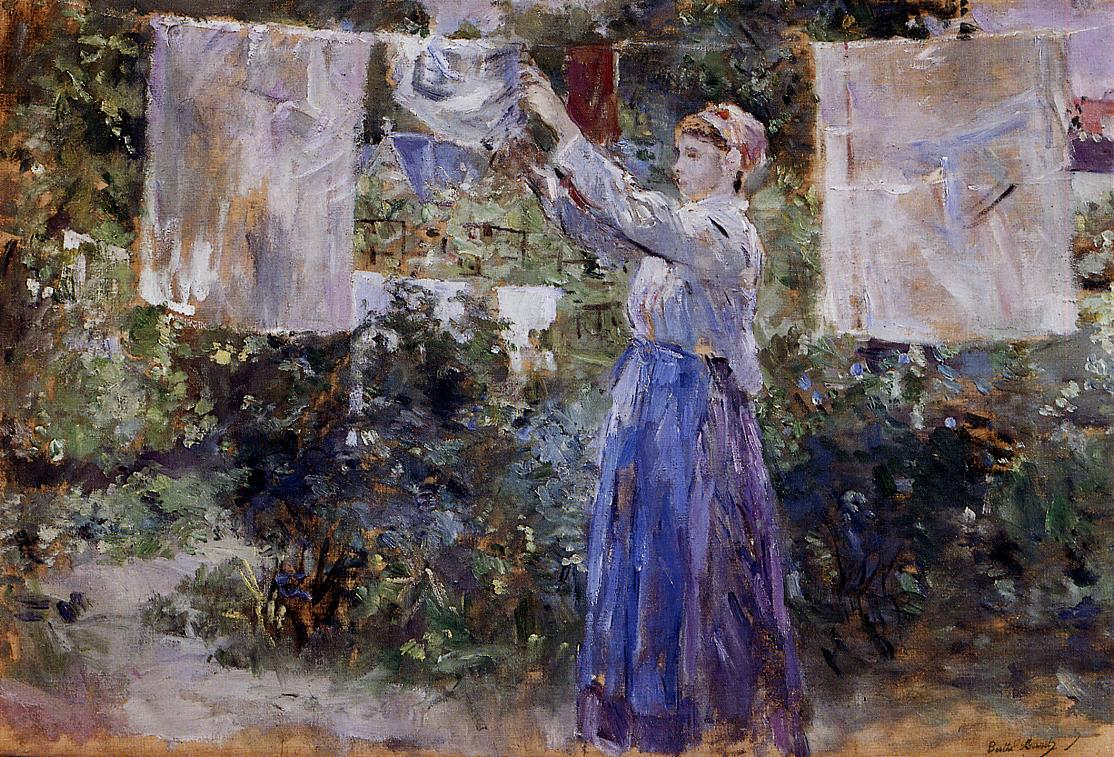
93 : Blanchisseuse
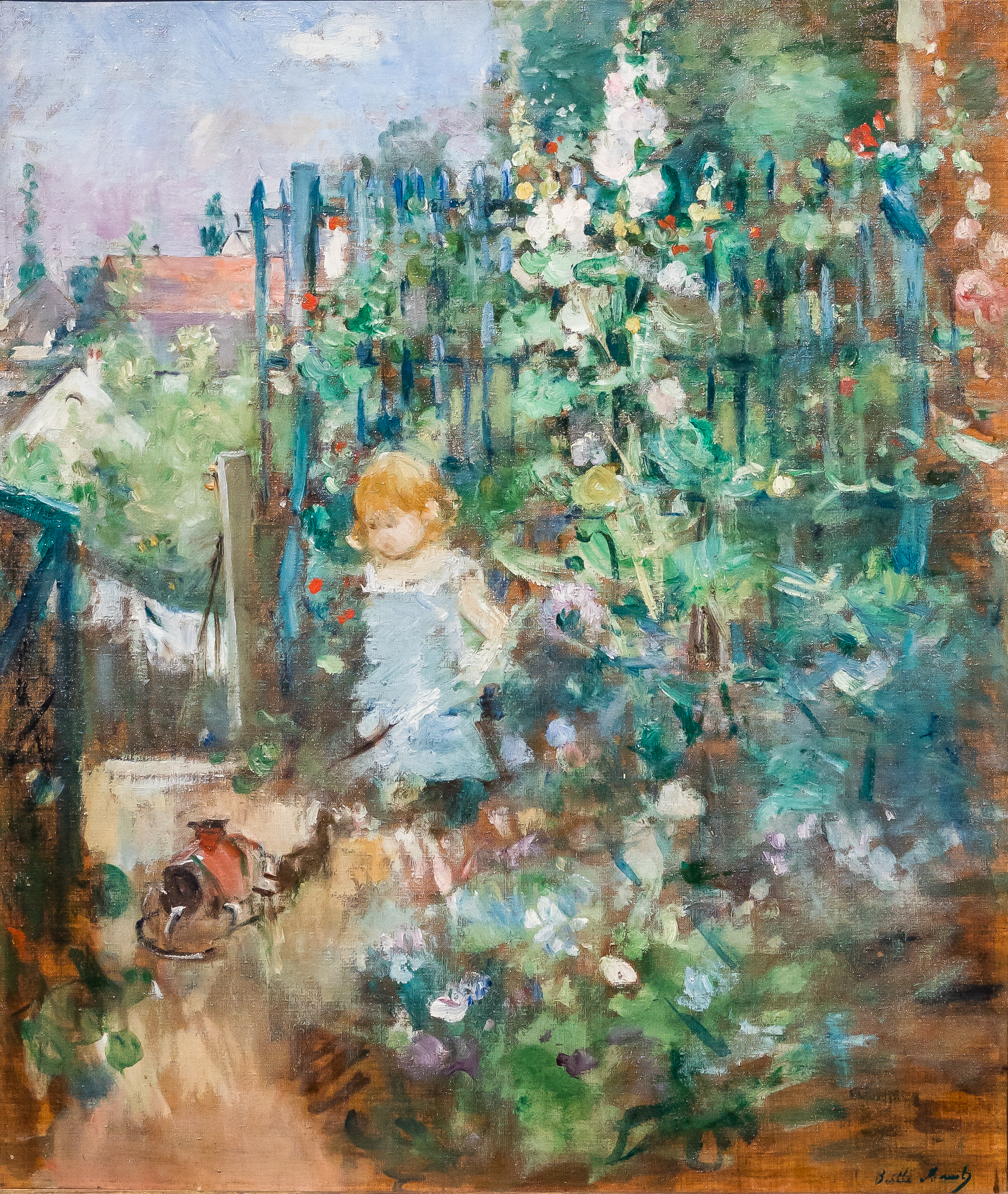
94 : Baby
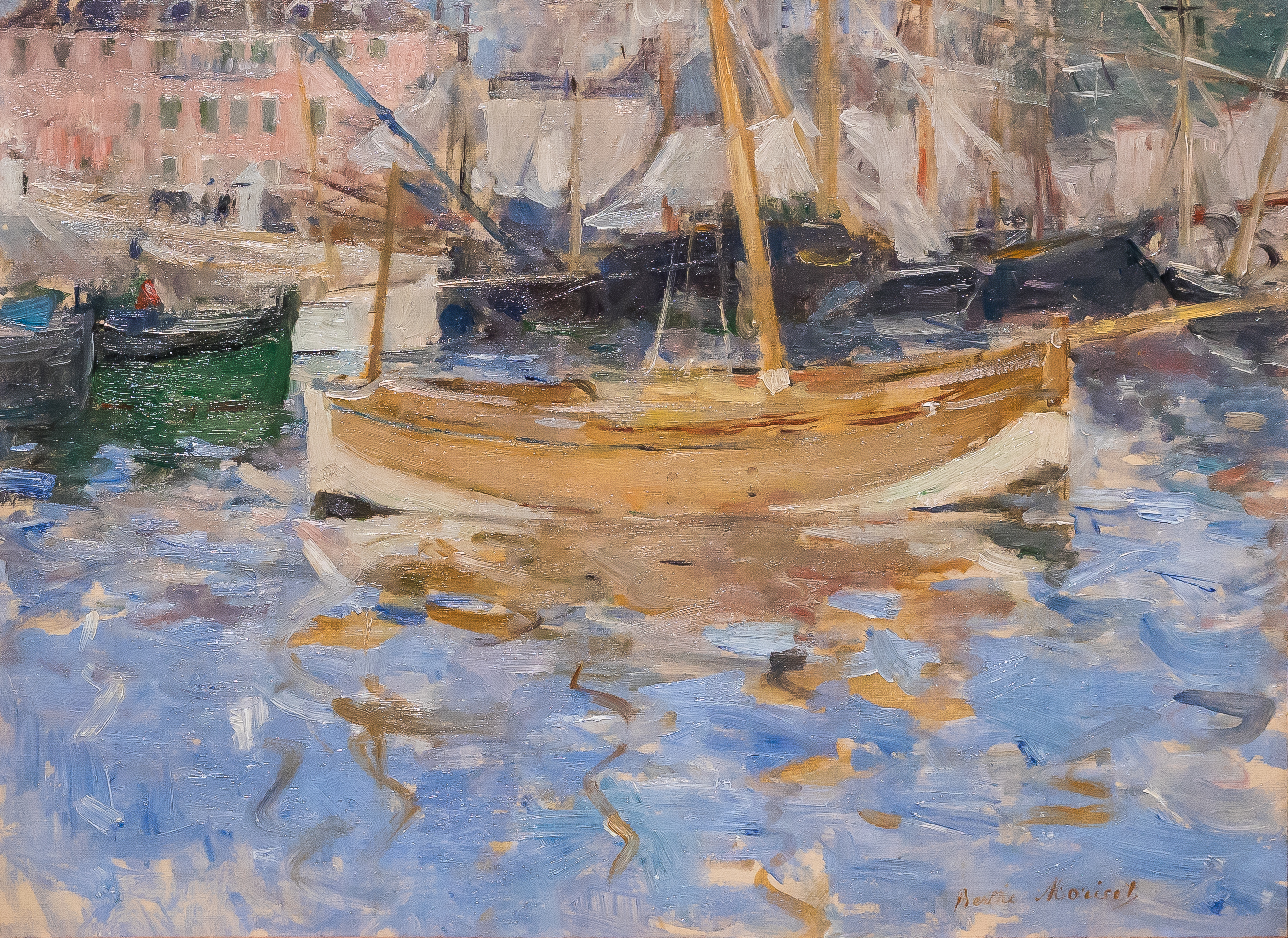
96 : Port de Nice

### Camille Pissarro
Camille Pissarro présente au moins 34 œuvres : vingt-trois peintures à l'huile, dix gouaches et une tempera. Le catalogue de l'exposition ne mentionne aucune œuvre sous les numéros 123 et 124, peut-être présentées hors catalogue.
- Huiles :
  - 101 : Causerie, étude
  - 102 : Route de Pontoise à Auvers (musée d'Israël sous le titre Landscape near Pontoise, the Auvers Road : Paysage près de Pontoise, la route d'Auvers[90],[91])
  - 103 : Étude de figure en plein air, temps gris (collection particulière[92])
  - 104 : Étude de figure en plein air, effet de soleil (musée d'Art de Toledo sous le titre Peasants Resting : Paysannes au repos[93],[94])
  - 105 : Paysage soleil couchant à Pontoise
  - 106 : Jardin potager à l'Hermitage
  - 107 : Laveuse, étude (avk) (Metropolitan Museum of Art[95],[96])
  - 108 : Le Berger et les Laveuses (musée Mohamed Mahmoud Khalil[97])
  - 109 : Effet de neige (collection particulière[98])
  - 110 : Jeune Fille faisant de l'herbe (collection particulière[99])
  - 111 : Jeune paysanne prenant son café (Art Institute of Chicago[100],[101])
  - 112 : Les Sarcleuses (collection particulière[102])
  - 113 : La Moisson
  - 114 : La Bergère (musée d'Orsay[103],[104])
  - 115 : Chemin montant (musée d'Orsay sous le titre Le Chemin des Mathurins montant à travers champs, Pontoise[105],[106])
  - 116 : Sentier au bois d'Ennery
  - 117 : Paysanne et enfant revenant des champs (galerie nationale de Prague[107])
  - 118 : Jeune Paysanne au chapeau (avk) (National Gallery of Art sous le titre Peasant Girl with a Straw Hat : Jeune Paysage au chapeau de paille[108],[109])
  - 119 : Paysanne bêchant la terre (collection particulière[110])
  - 120 : La Gardeuse de chèvres (avk) (collection particulière[111])
  - 121 : Vue de la prison de Pontoise (collection particulière[112])
  - 122 : La Conversation (collection particulière[113])
  - 125 : Vue de la nouvelle prison à Pontoise (collection particulière[114])

- Gouaches :
  - 126 : Paysan bêchant la terre
  - 127 : Récolte de betteraves
  - 128 : Le Marché des fossés (collection particulière[115])
  - 129 : Paysanne cousant
  - 130 : Marché aux légumes
  - 131 : Marché à la volaille
  - 132 : Les Laveuses
  - 133 : La Récolte des haricots verts
  - 134 : Paysanne couchée sur l'herbe
  - 135 : La Gardeuse de chèvres

- Tempera :
  - 136 : La Moisson (musée national de l'Art occidental[116],[117])

Pissarro peut avoir présenté les deux tableaux suivants hors-catalogue :
- Sentier sous-bois à l'Hermitage[89]
- Repos dans le bois (Kunsthalle de Hambourg[89],[118],[119])

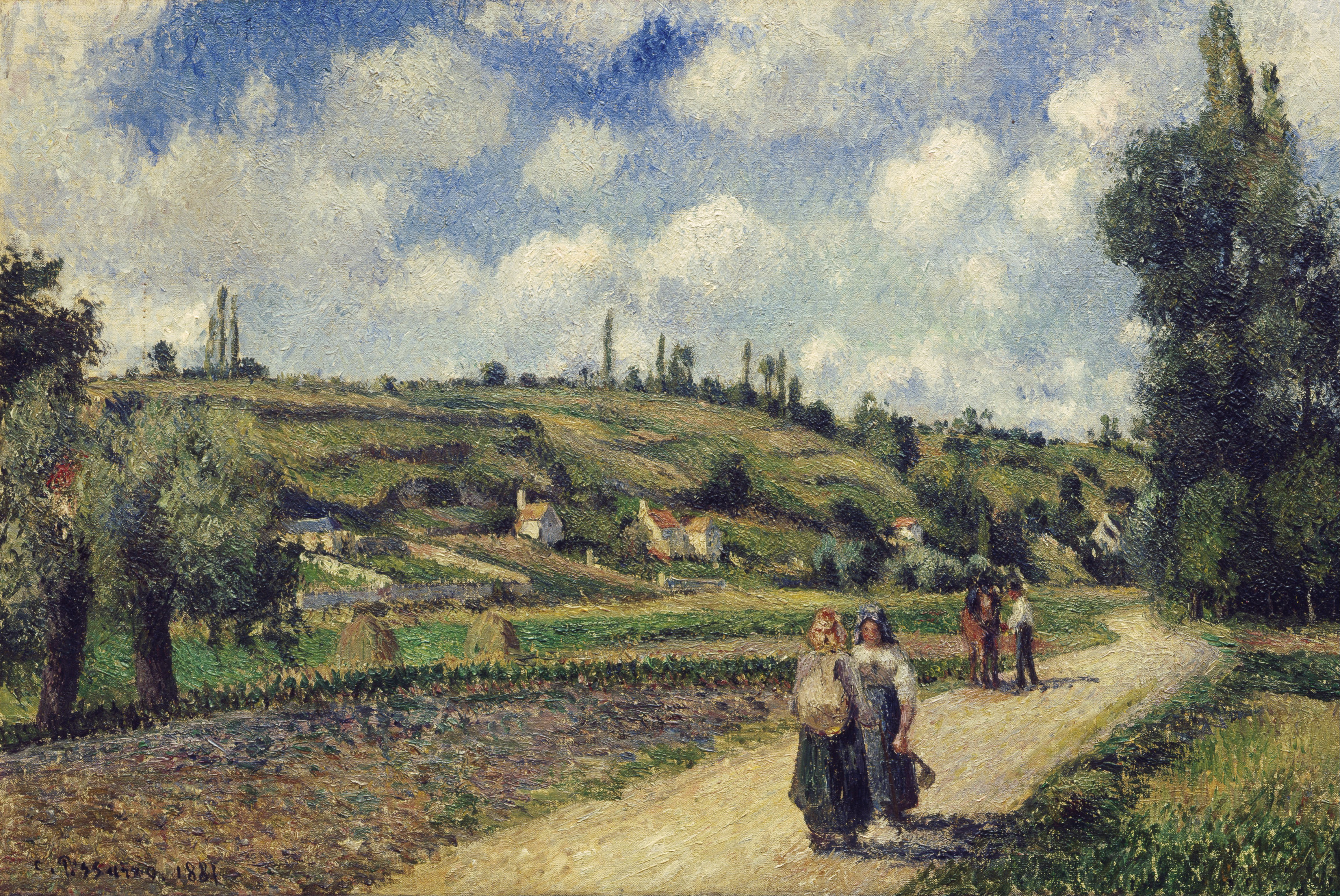
102 : Route de Pontoise à Auvers
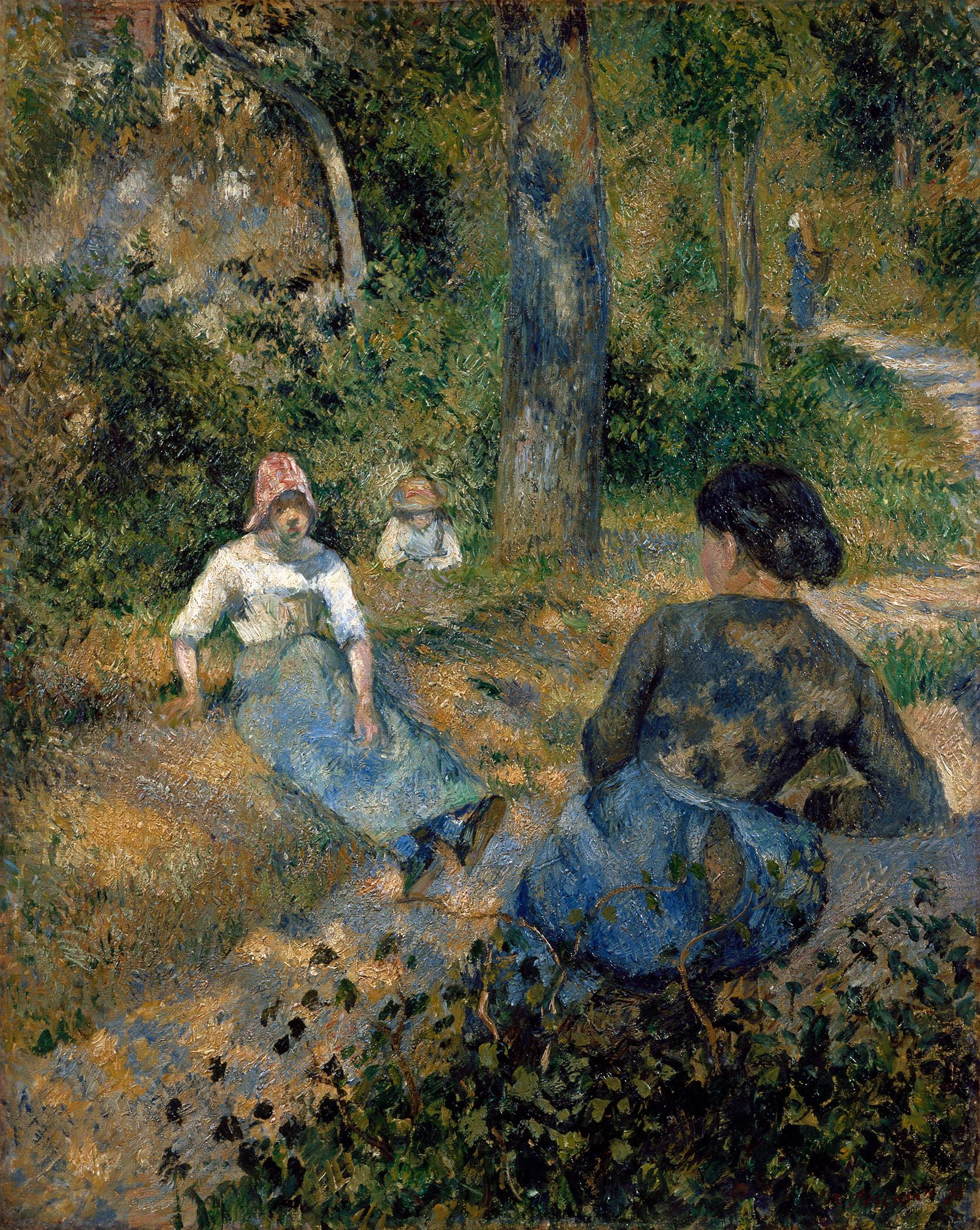
104 : Étude de figure en plein air, effet de soleil
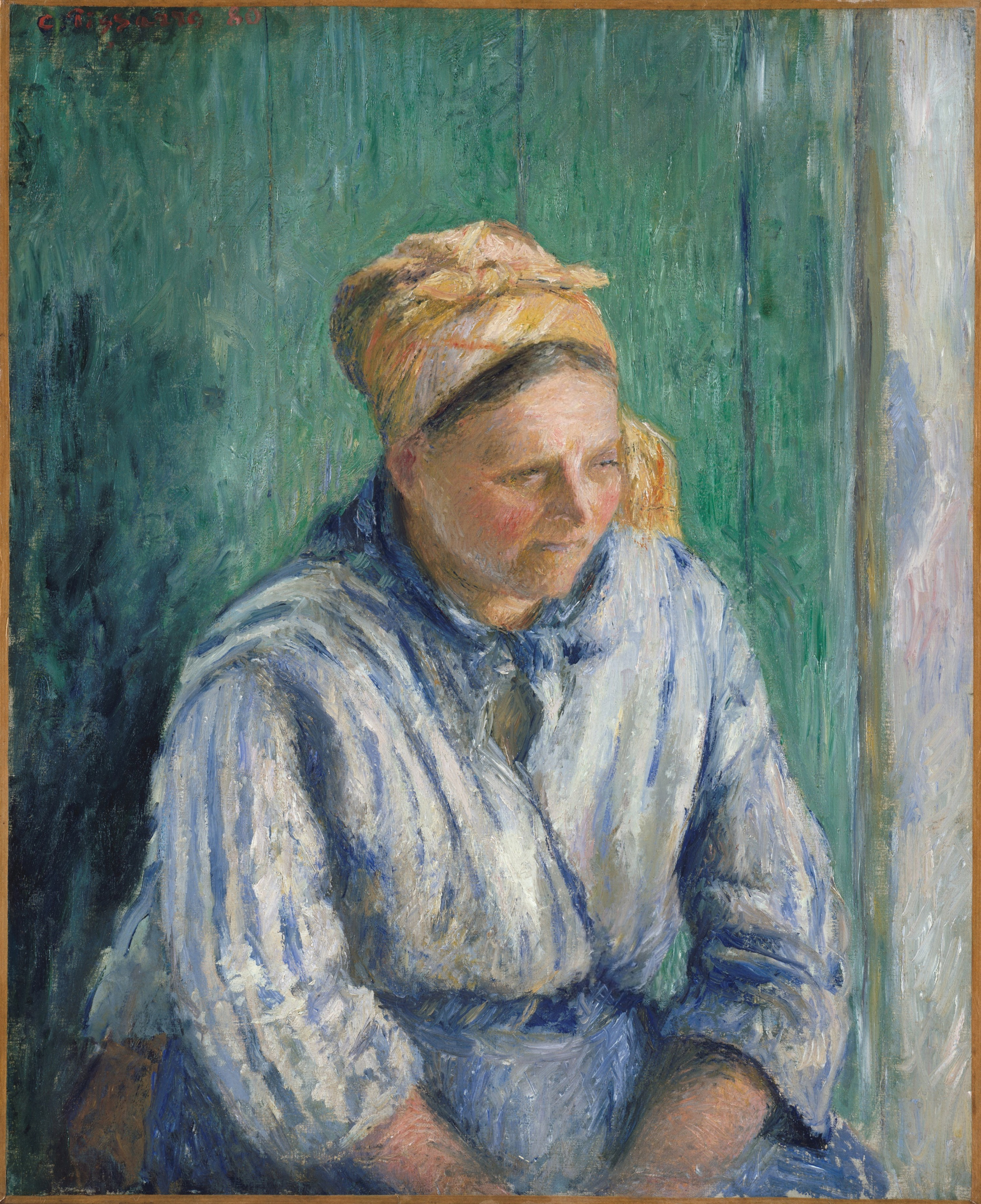
107 : Laveuse, étude (avk)
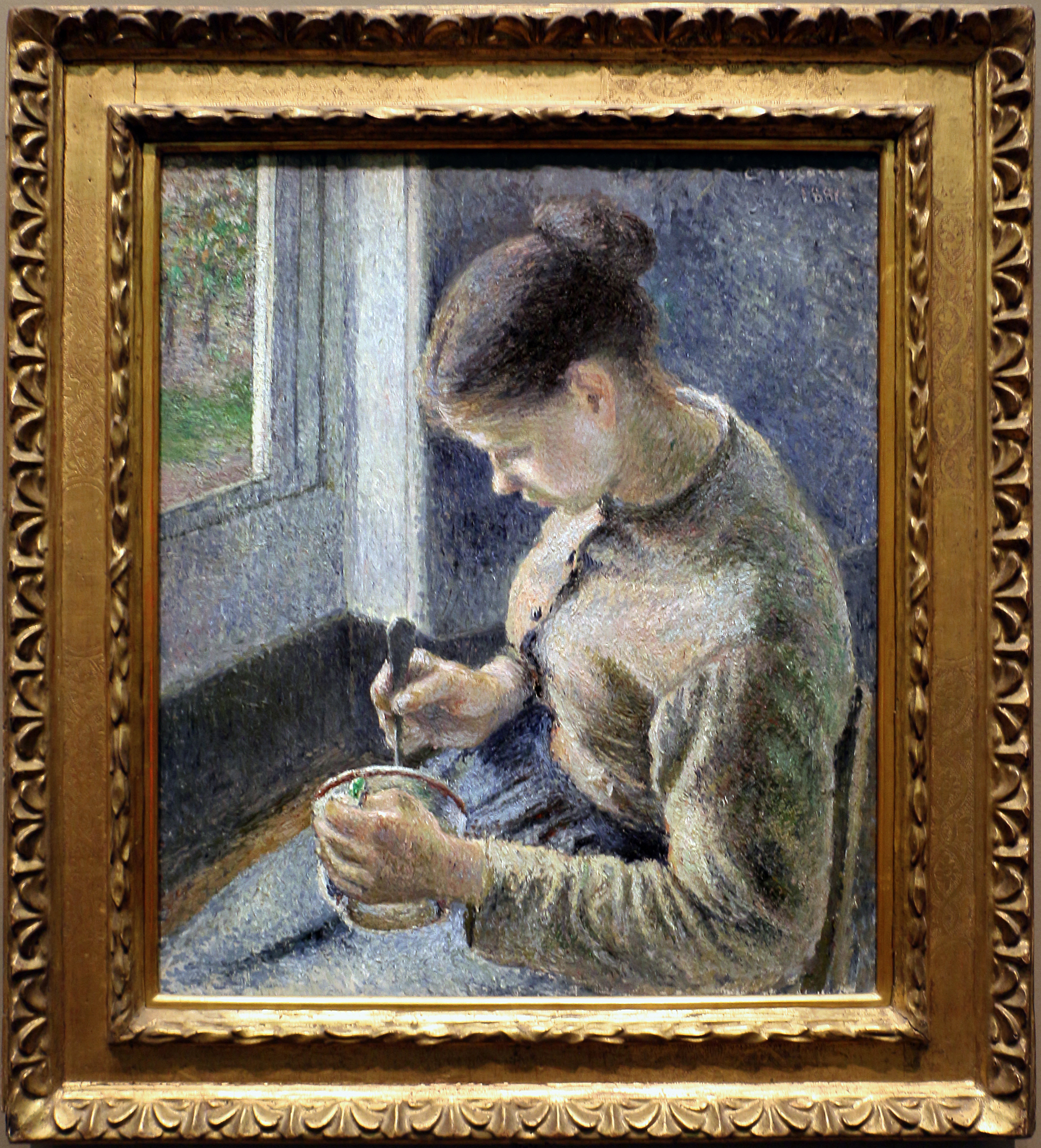
111 : Jeune paysanne prenant son café
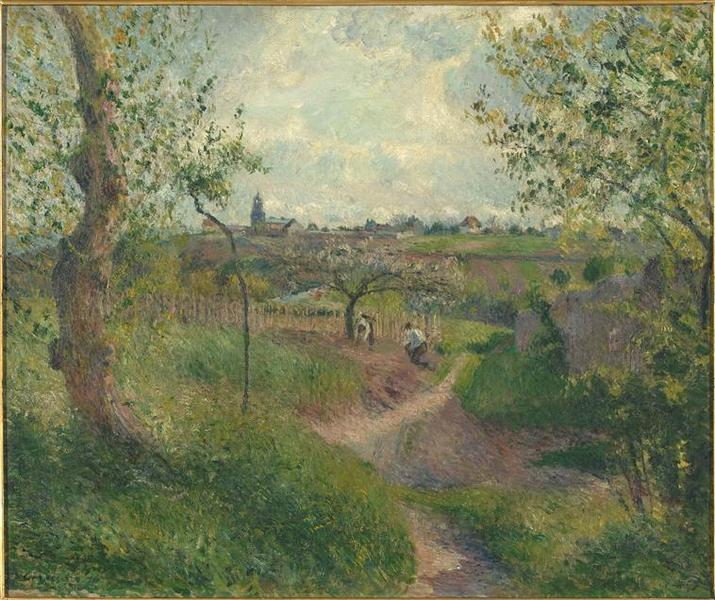
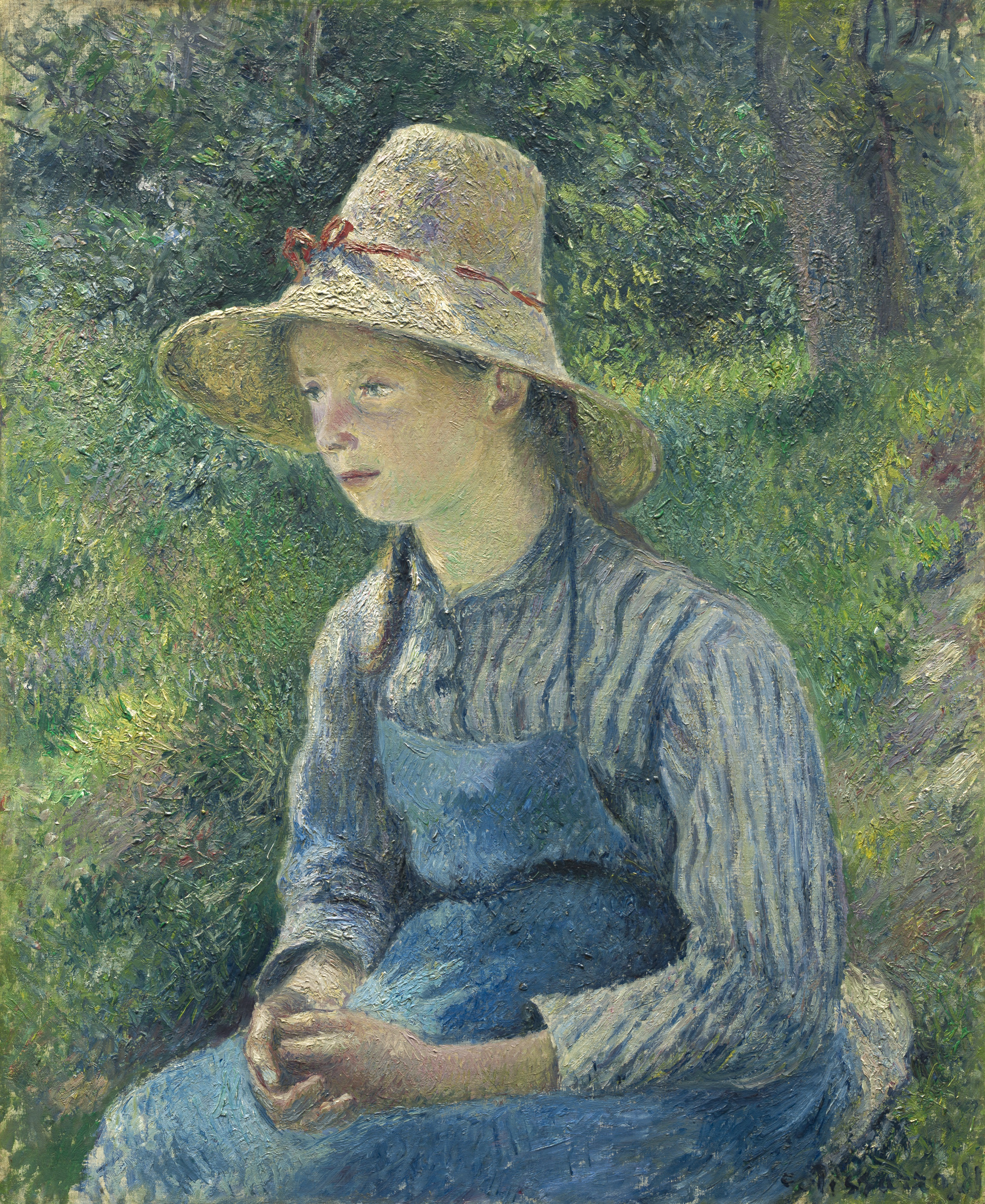
118 : Jeune Paysanne au chapeau (avk)
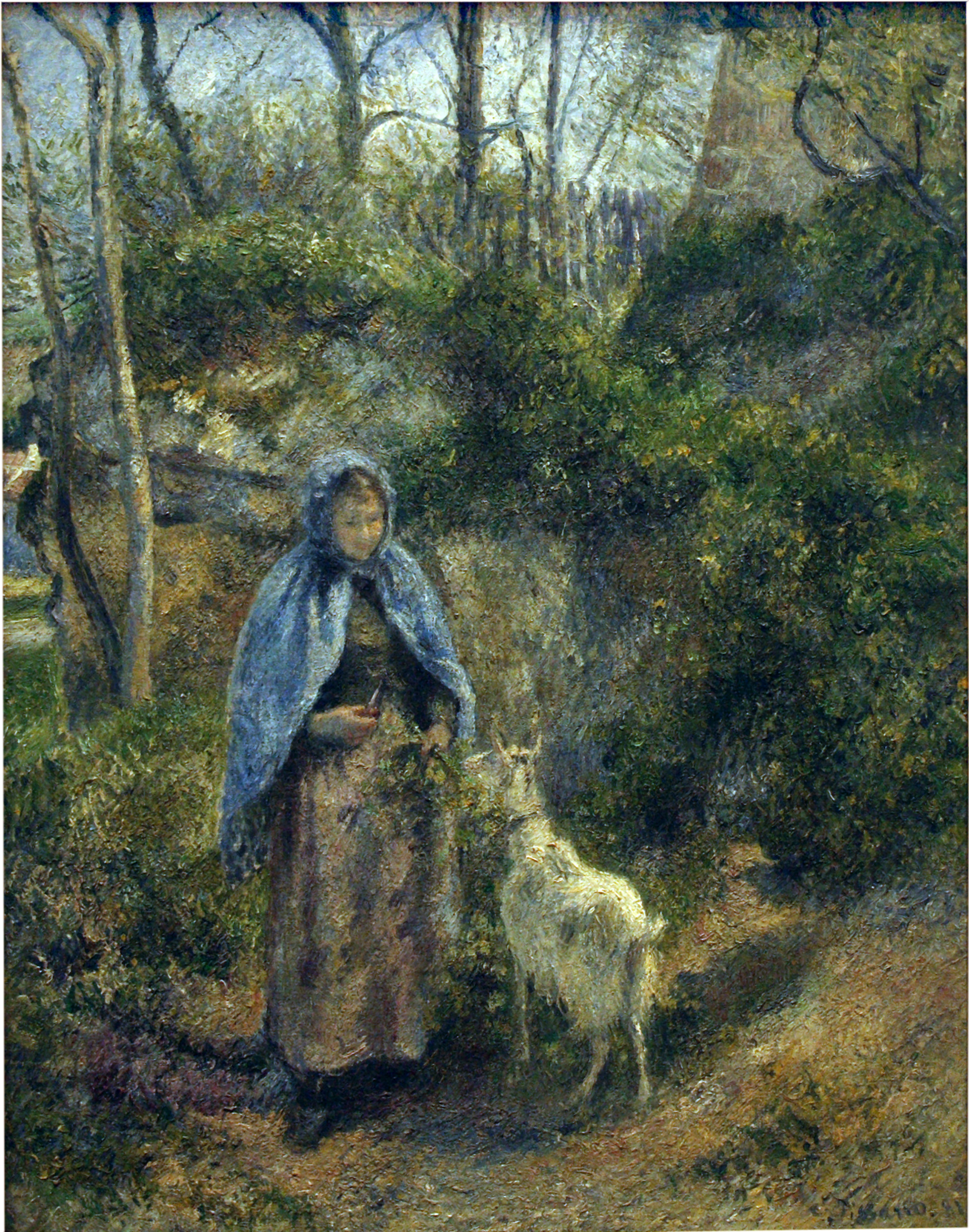
120 : La Gardeuse de chèvres (avk)
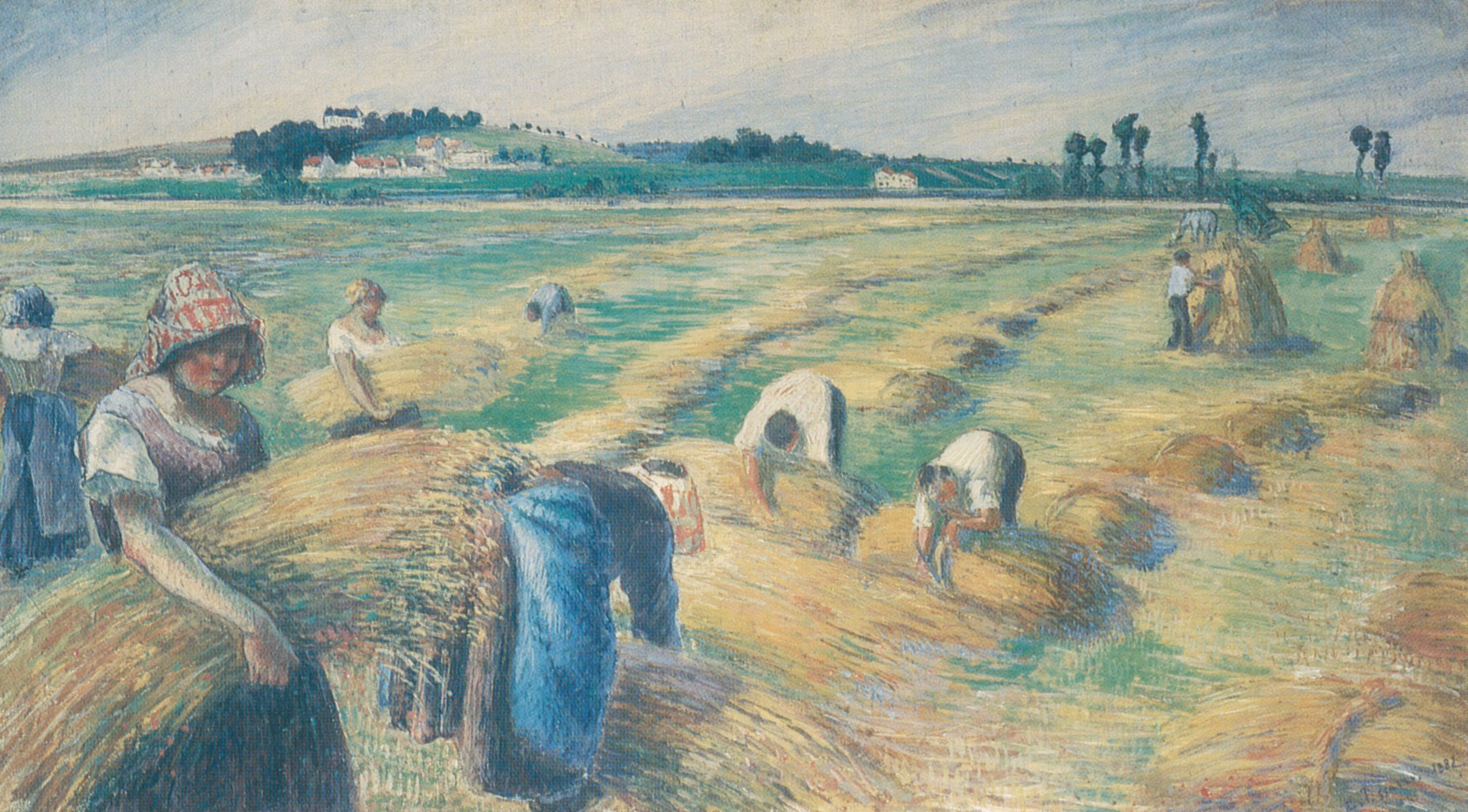
136 : La Moisson
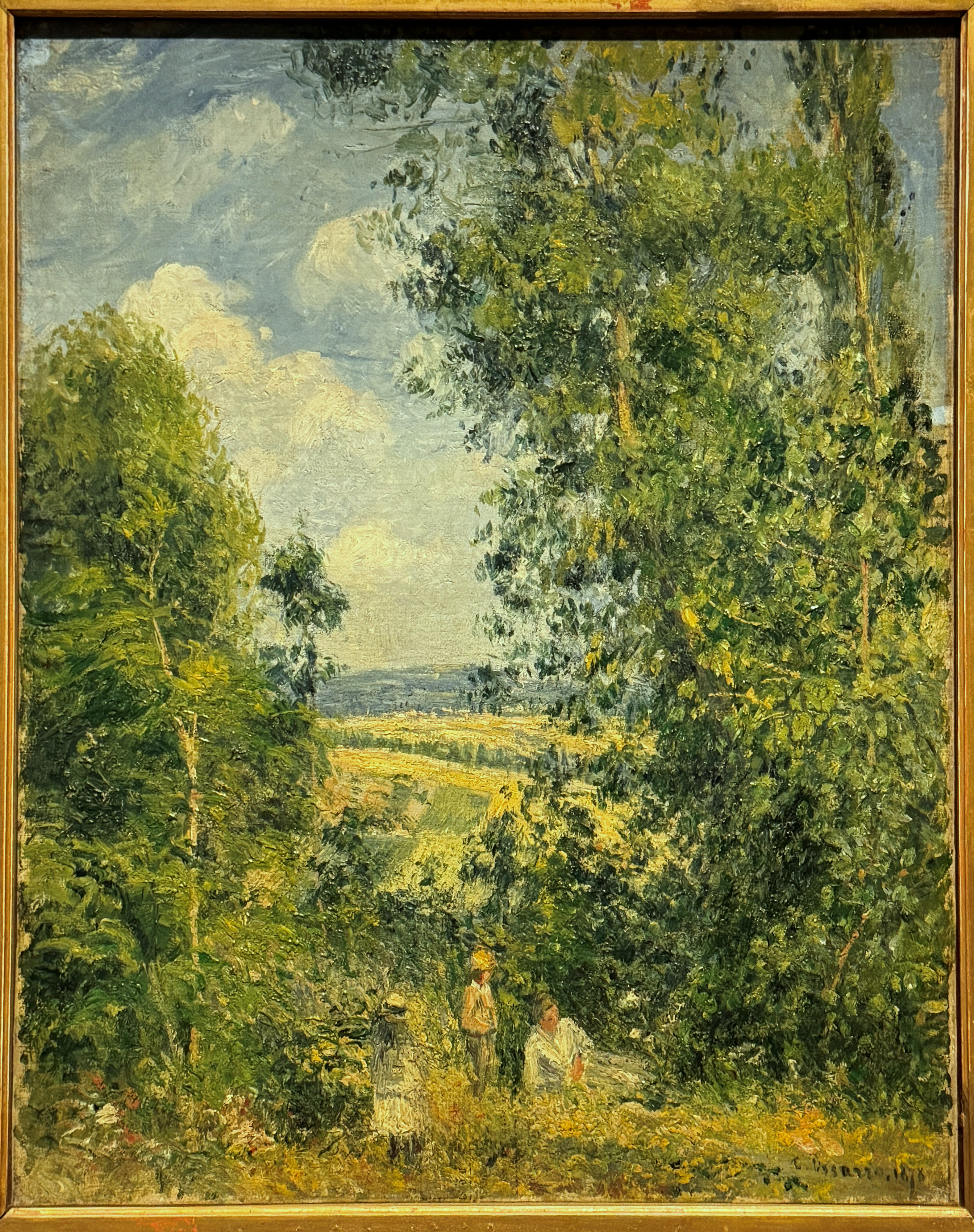
Hors catalogue : Repos dans le bois ?

### Auguste Renoir
Auguste Renoir présente 25 tableaux :
- 137 : Jeune Fille au chat (Clark Art Institute sous le titre Sleeping Girl, Jeune Fille endormie[120],[121])
- 138 : Les Deux Sœurs (Art Institute of Chicago sous le titre Two Sisters (On the Terrace)[122],[123])
- 139 : Une loge à l'Opéra (Clark Art Institute sous le titre A Box at the Theater[124],[125])
- 140 : Un déjeuner à Bougival (Phillips Collection sous le titre Luncheon of the Boating Party, Le Déjeuner des canotiers[126],[127])
- 141 : Rêverie
- 142 : Femme cueillant des fleurs (collection particulière, anciennement Clark Art Institute[128],[129])
- 143 : Champ de bananiers près d'Alger (musée d'Orsay sous le titre Champ de bananiers[130])
- 144 : Assiette de prunes
- 145 : Lilas
- 146 : Vue de Venise (Grand Canal) (musée des Beaux-Arts de Boston sous le titre Grand Canal, Venice[131],[132])
- 147 : Vue de Venise (peut-être Clark Art Institute sous le titre Venice, the Doge's Palace[133] ou collection particulière[134])
- 148 : Jeune Fille endormie (collection particulière[135])
- 149 : La Lecture (musée Städel sous le titre Lesendes Mädchen, Jeune Fille lisant[136],[137])
- 150 : Au bord de la Seine
- 151 : Les Canotiers (National Gallery of Art sous le titre Oarsmen at Chatou, Canotiers à Chatou[138],[139])
- 152 : Les Bords de la Seine
- 153 : Femme assise sur l'herbe
- 154 : La Seine à Chatou (musée des Beaux-Arts de Boston sous le titre Grand Canal, Venice[140],[141])
- 155 : Marronniers en fleurs
- 156 : Géraniums (collection particulière[142])
- 157 : Jardin Desaix à Alger (collection particulière[143])
- 158 : Pivoines
- 159 : Les Pêches (Metropolitan Museum of Art, deux tableaux pouvant correspondre[144] : Nature morte aux pêches[145] et Nature morte aux pêches et raisins[146])
- 160 : Femme à l'éventail (musée de l'Ermitage[147],[148])
- 161 : Près de Bougival

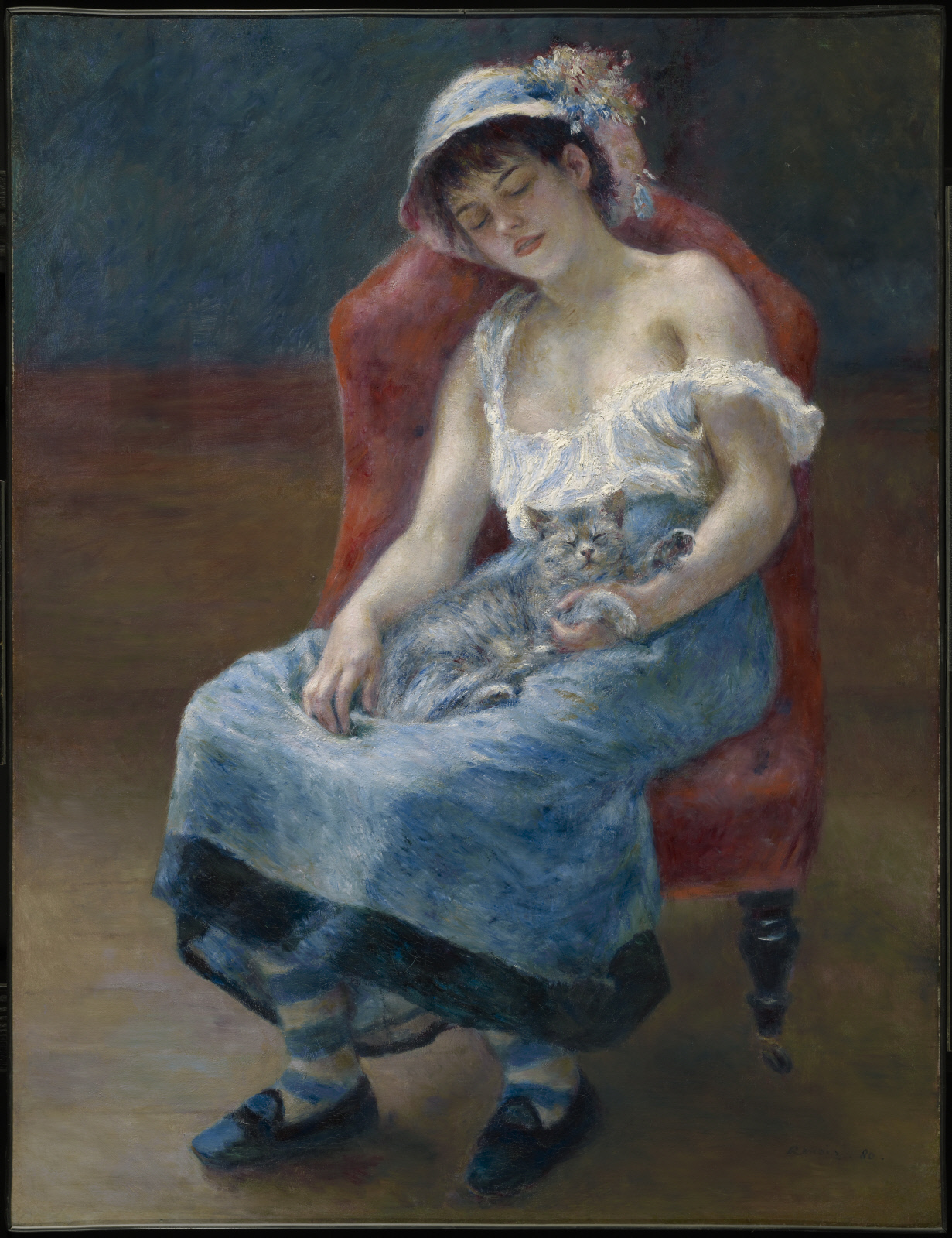
137 : Jeune Fille au chat
138 : Les Deux Sœurs
139 : Une loge à l'Opéra
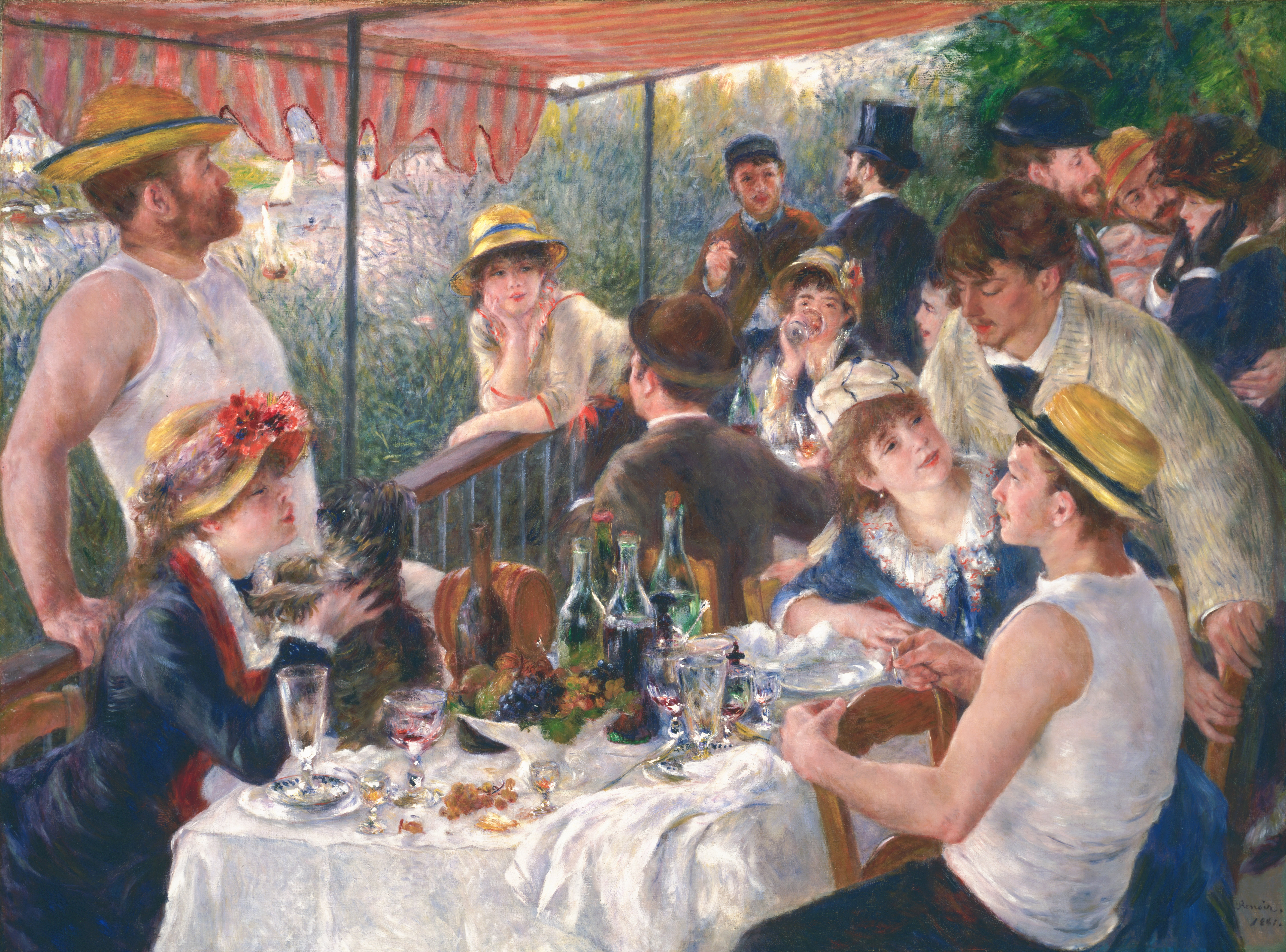
140 : Un déjeuner à Bougival
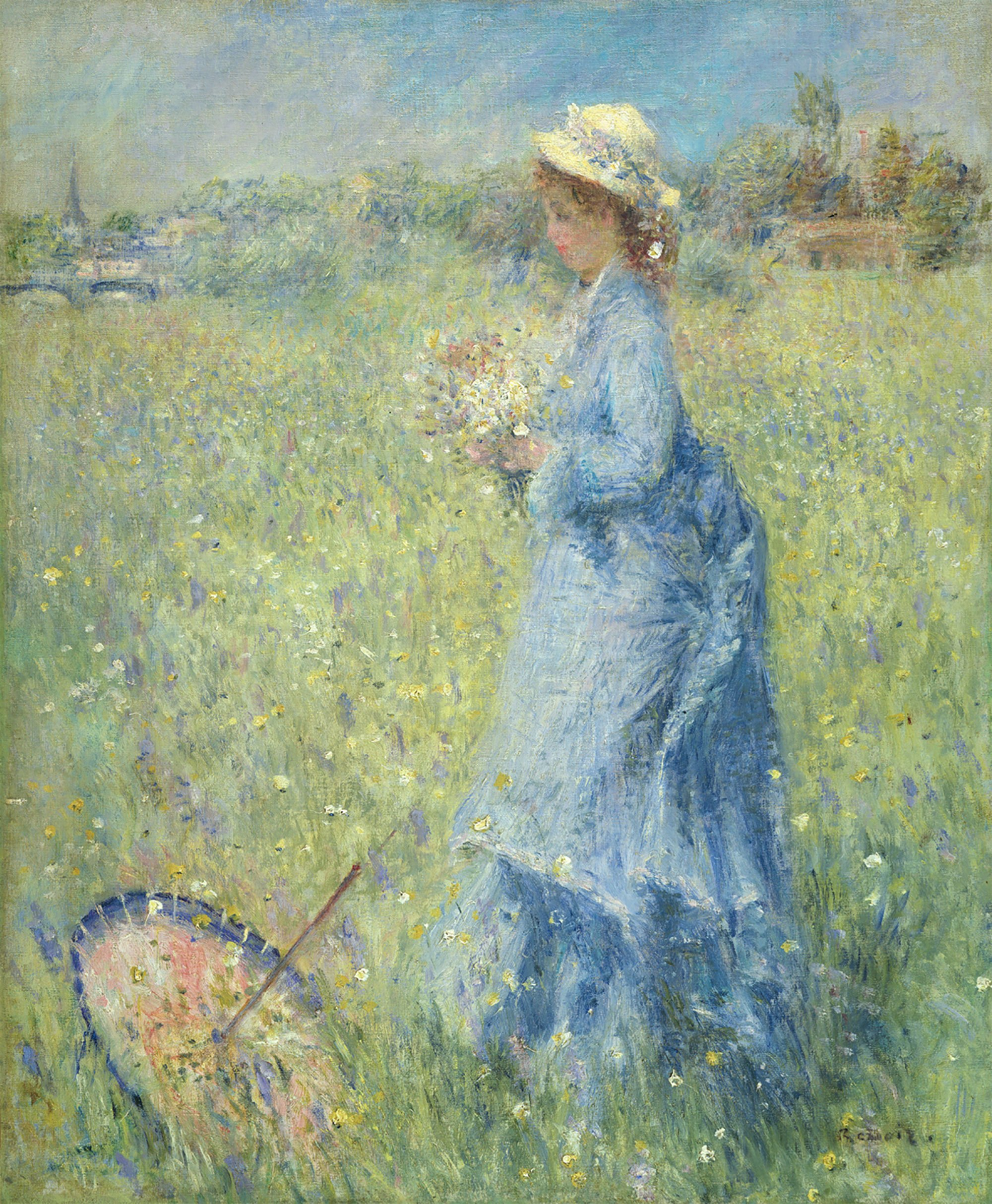
142 : Femme cueillant des fleurs
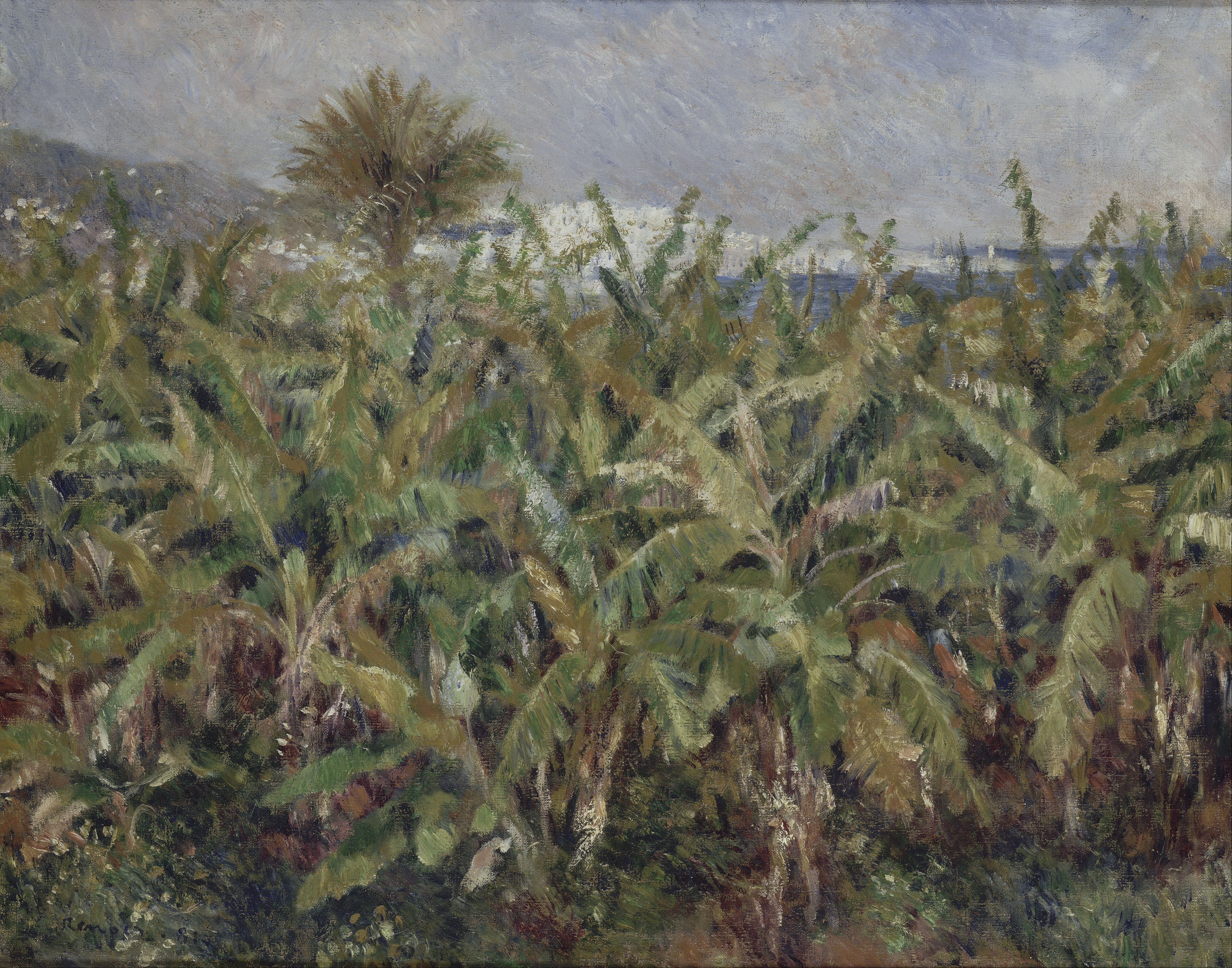
143 : Champ de bananiers près d'Alger
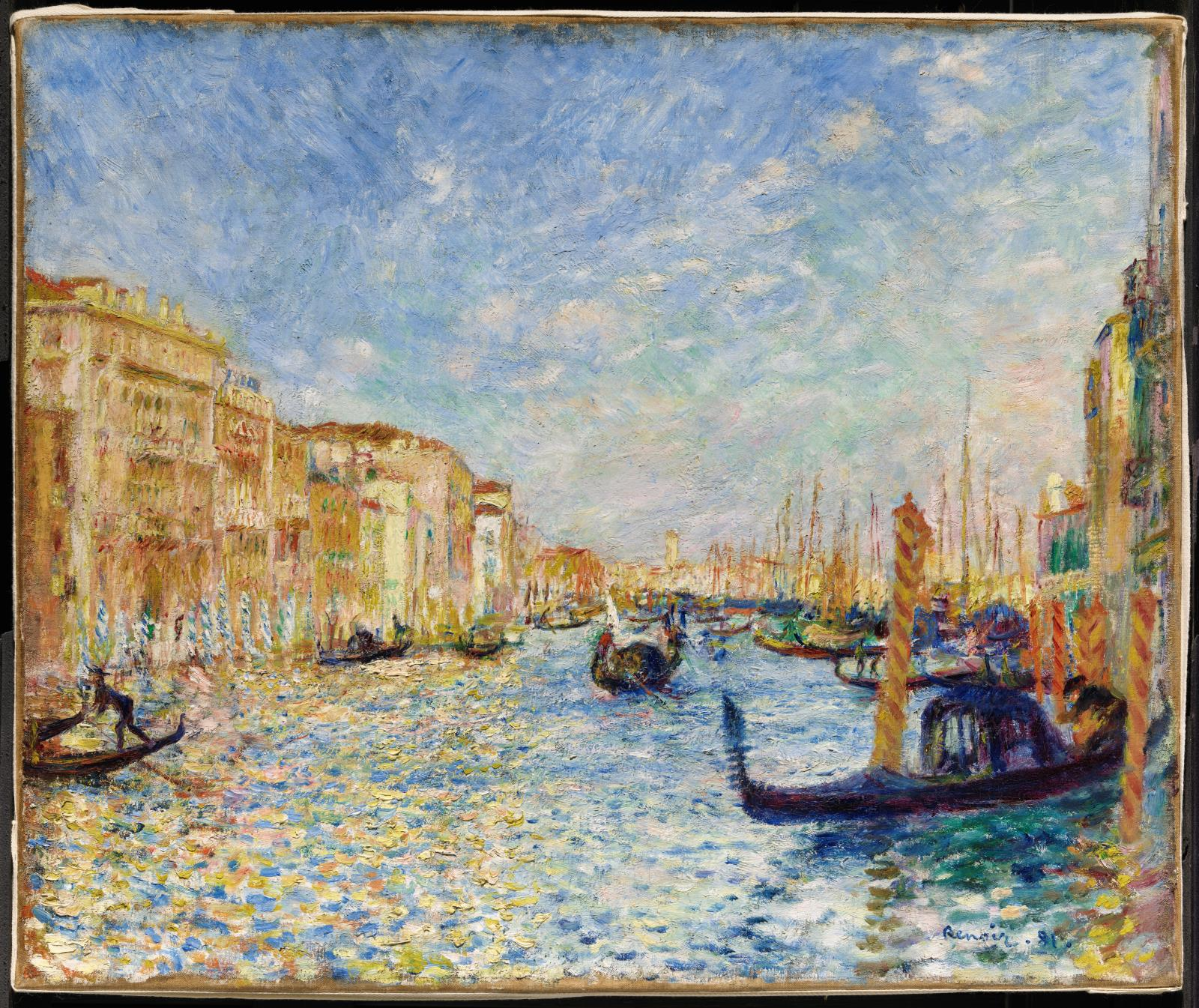
146 : Vue de Venise (Grand Canal)
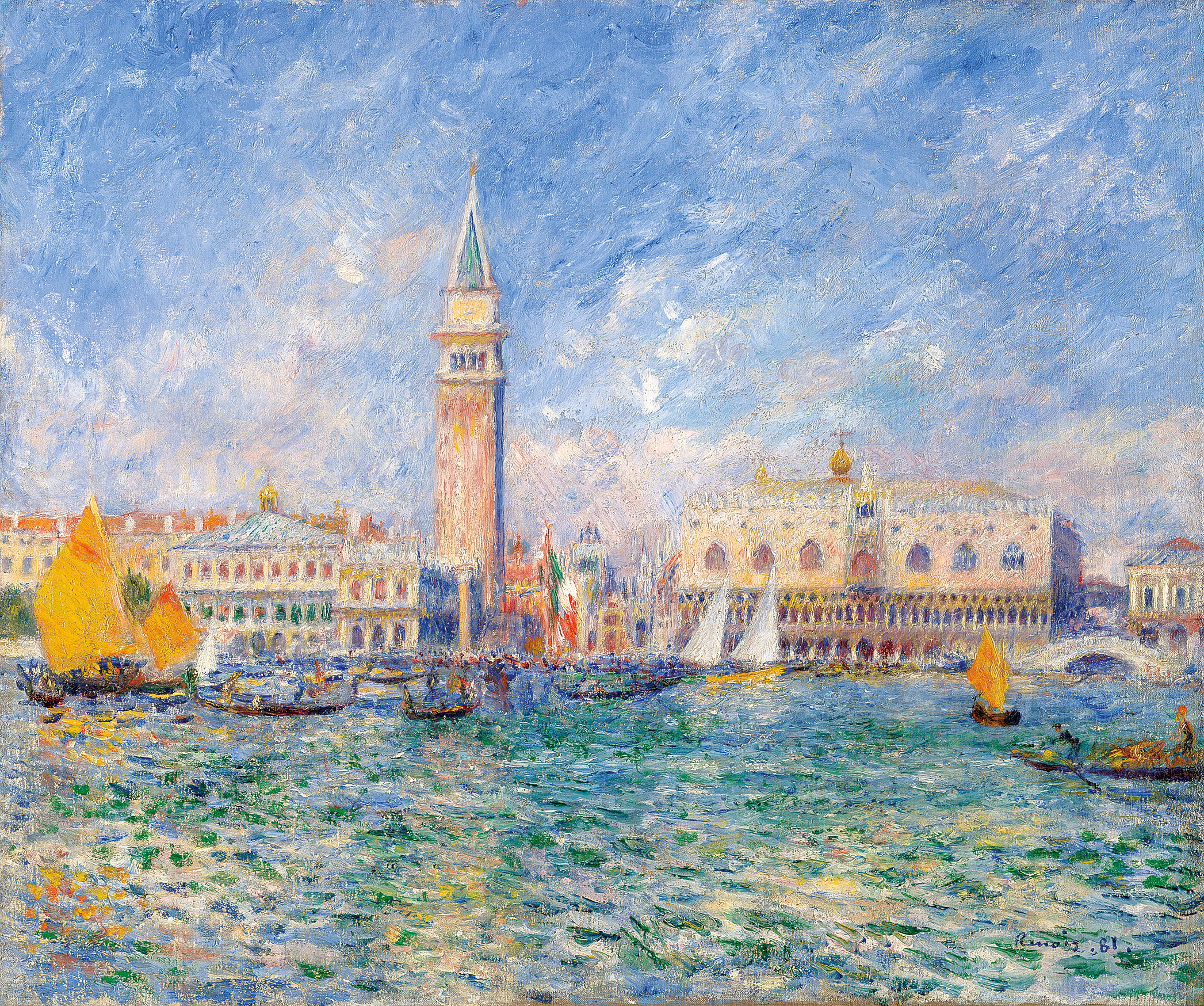
147 : Vue de Venise ?
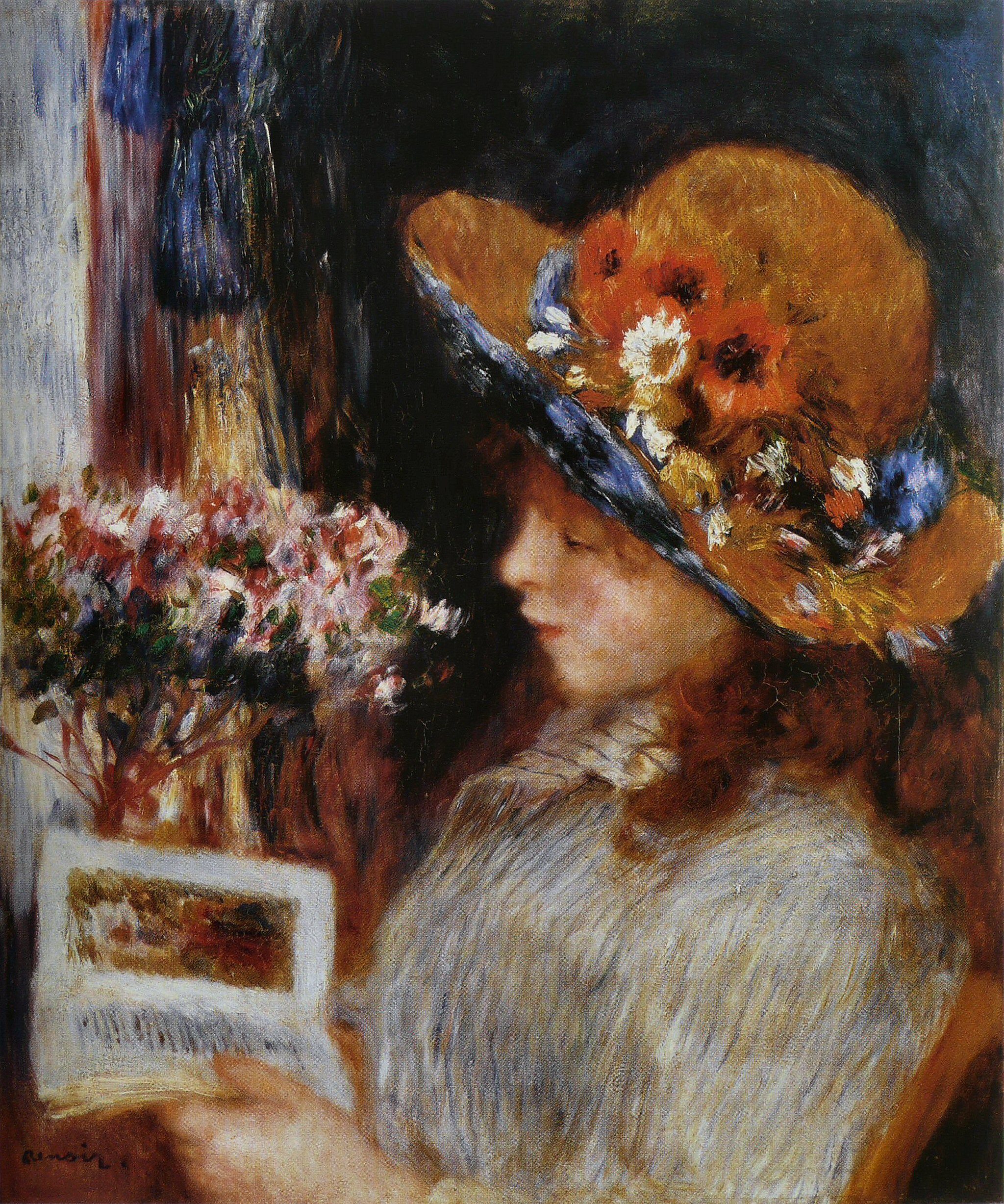
149 : La Lecture
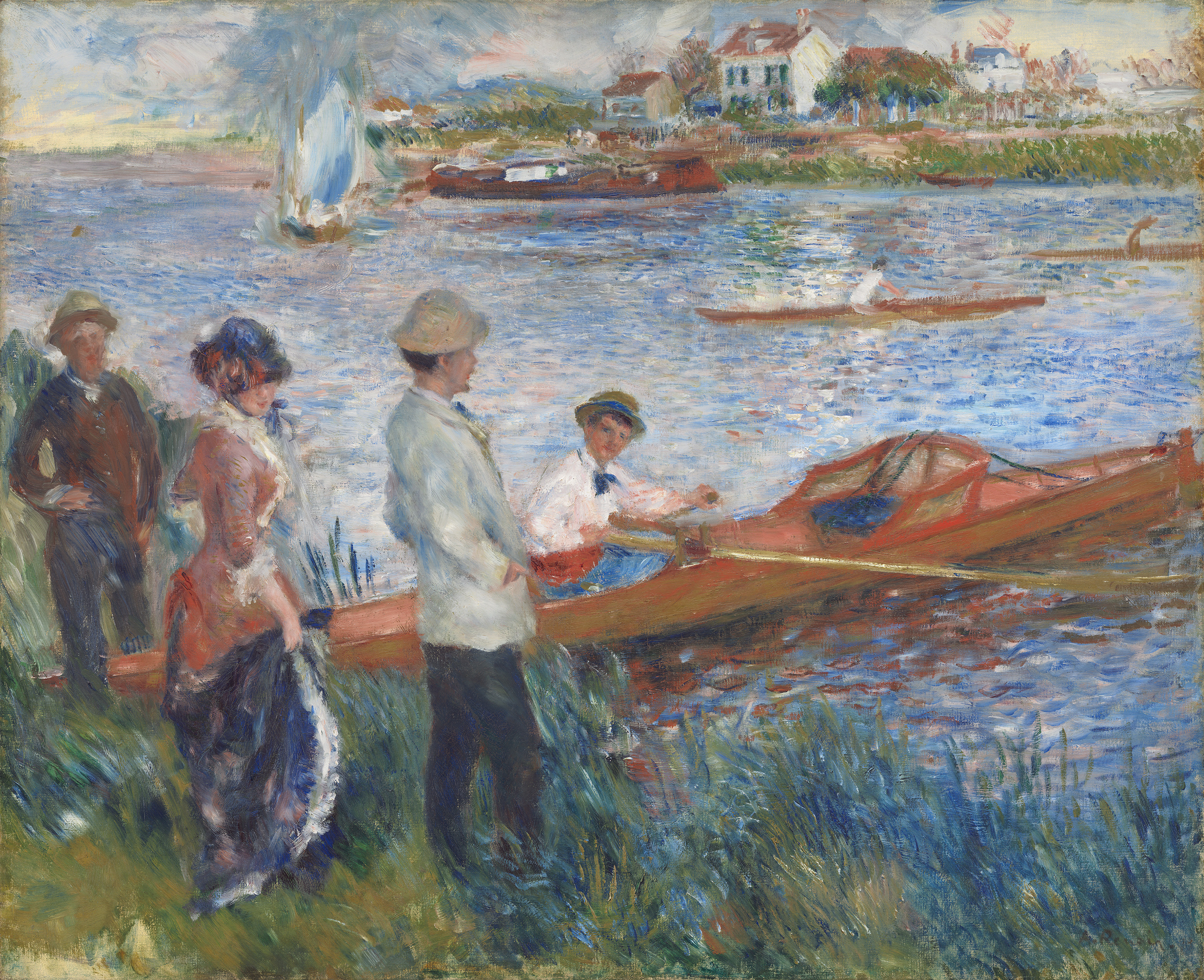
151 : Les Canotiers
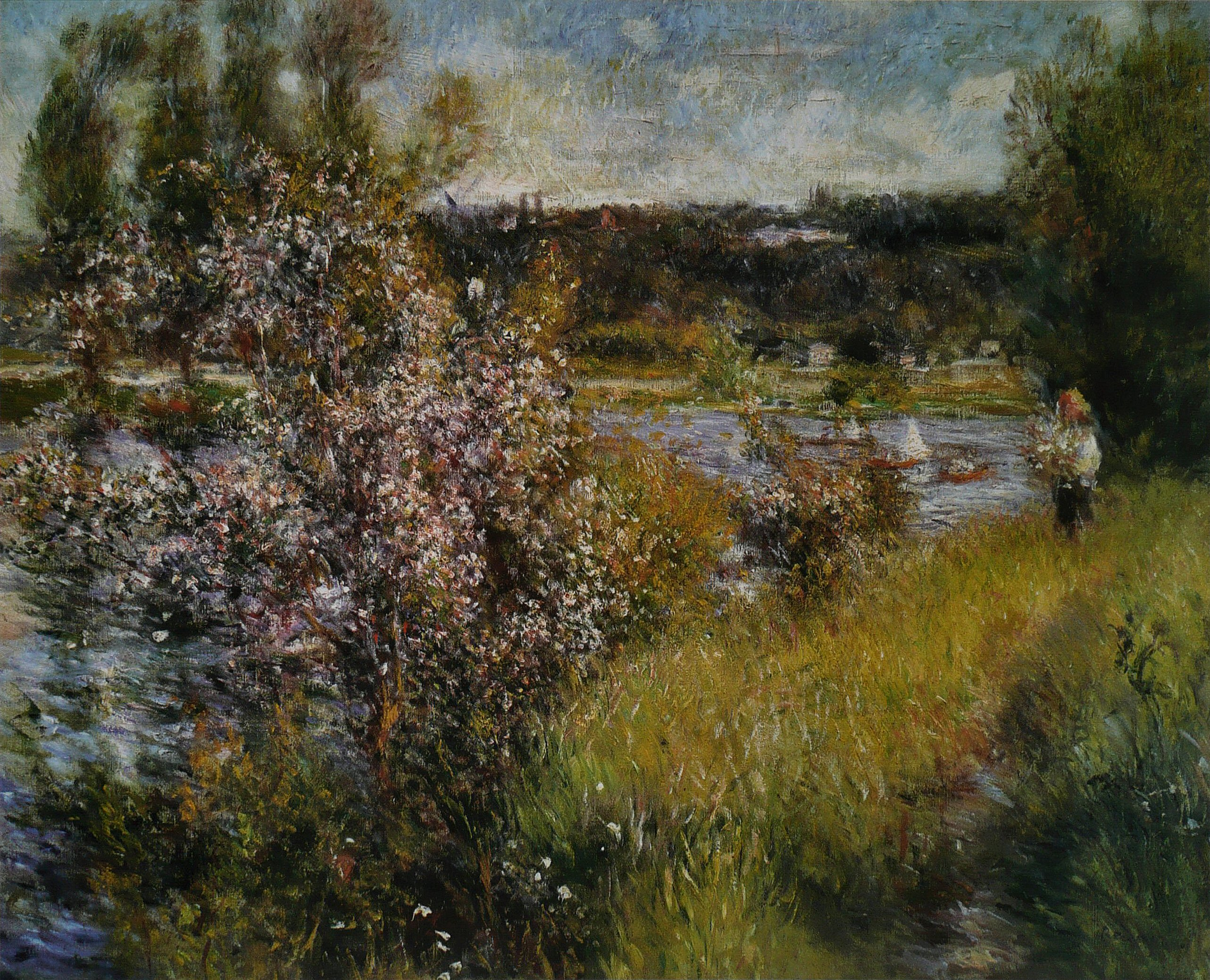
154 : La Seine à Chatou
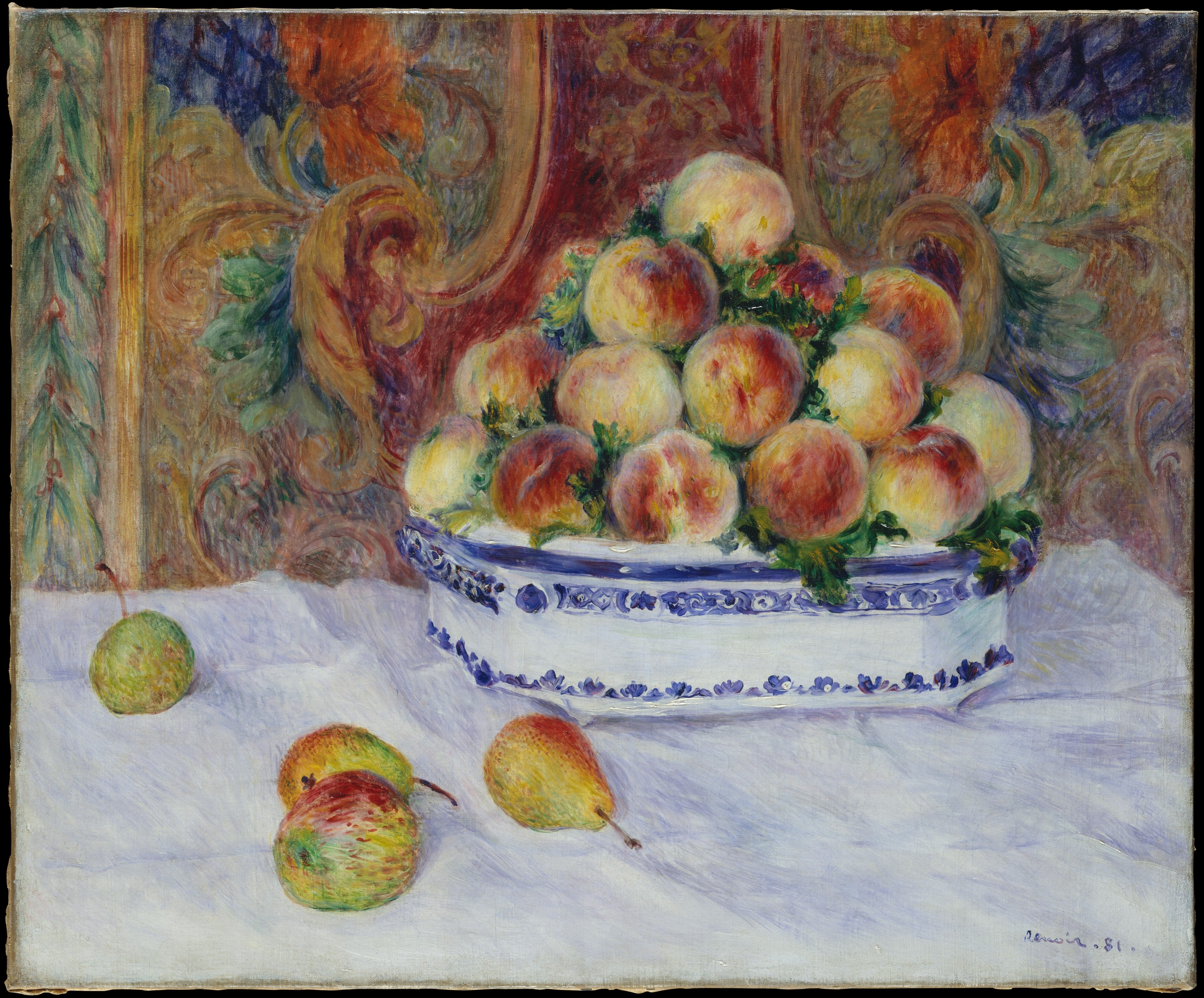
159 : Les Pêches ?
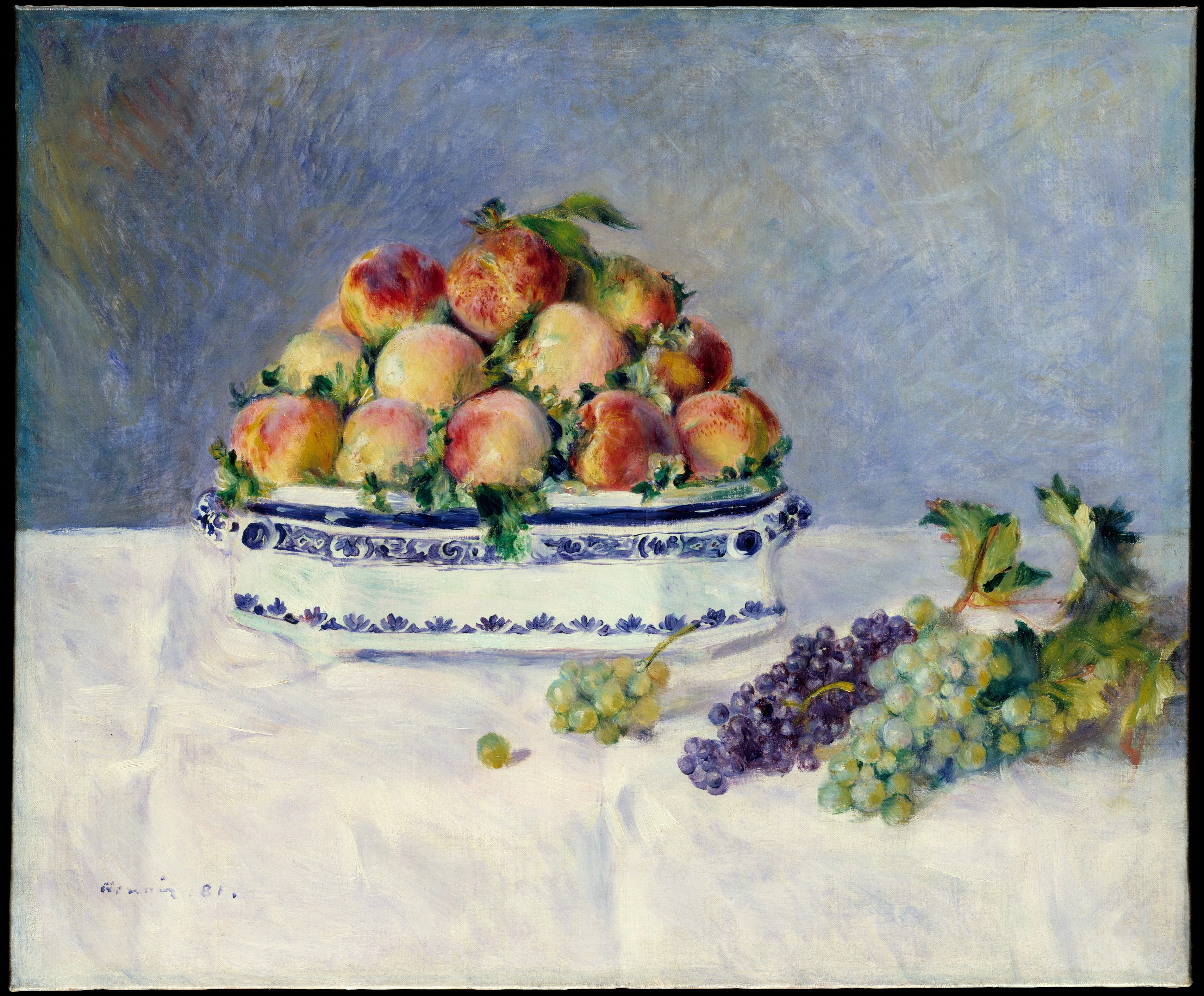
159 : Les Pêches ?
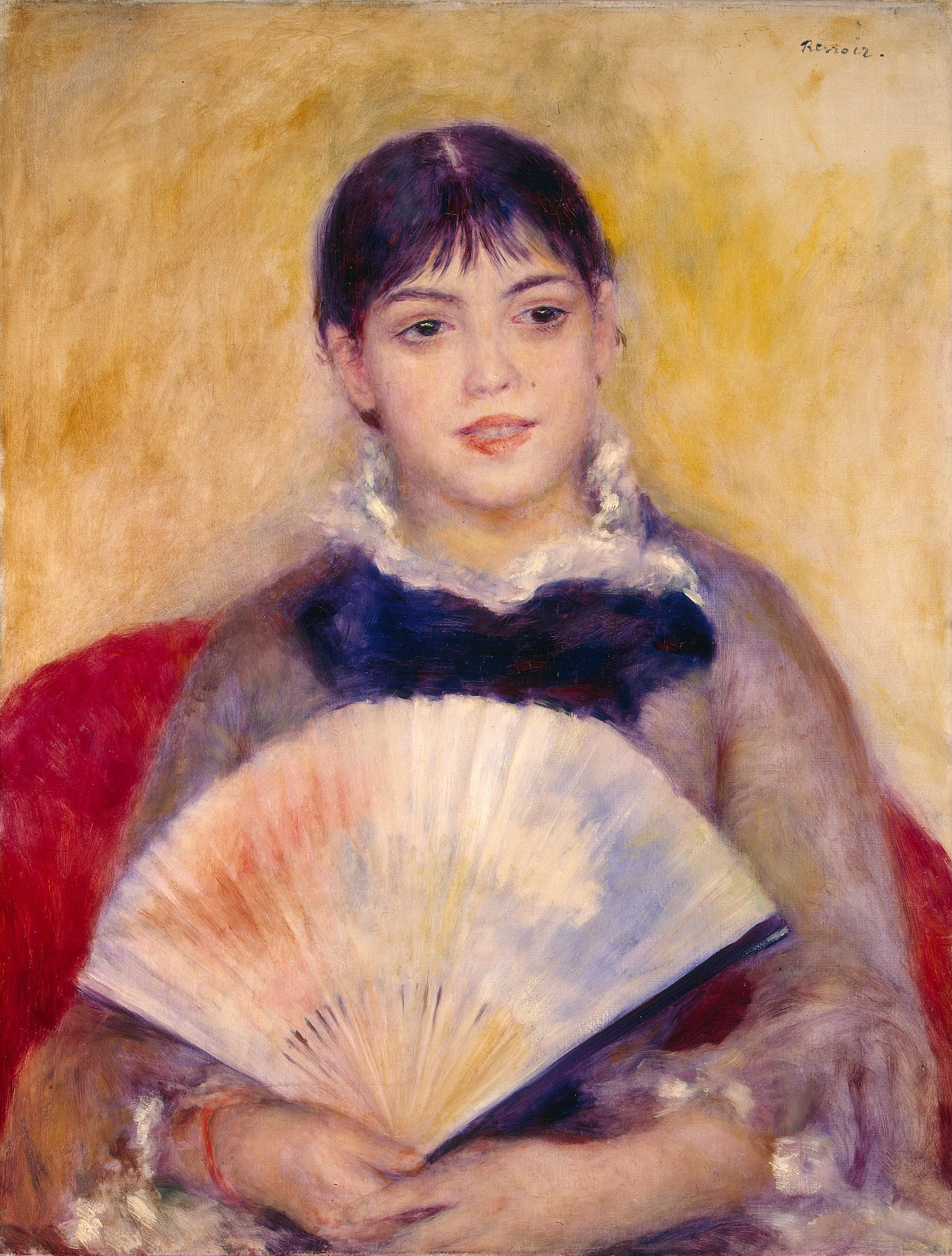
160 : Femme à l'éventail

### Alfred Sisley
Alfred Sisley présente 27 tableaux : 
- 162 : Prairie de Veneux-Nadon (collection particulière[149])
- 163 : Après-midi d'août (collection particulière[150])
- 164 : Au bord du Loing (Johannesburg Art Gallery sous le titre Bords de rivière à Veneux[151])
- 165 : Le Chemin de By (collection particulière[152])
- 166 : Les Laveuses
- 167 : Pâle soleil d'automne
- 168 : Cabane au bord de l'eau
- 169 : Saint-Mammès, temps gris (musée des Beaux-Arts de Boston[153],[154])
- 170 : La Prairie, le matin (collection particulière[155])
- 171 : Effet du soir
- 172 : Paysage, temps orageux
- 173 : Les Petits Prés à By (collection particulière[156])
- 174 : Saint-Mammès et les Coteaux de la Celle (collection particulière[157])
- 175 : Un noyer à Veneux (collection particulière[158])
- 176 : Soleil d'hiver à Veneux (collection particulière[159])
- 177 : Le Confluent de la Seine et du Loing
- 178 : La Seine à Saint-Denis
- 179 : Saint-Mammès
- 180 : Le Chemin des fontaines à By (collection particulière[160])
- 181 : La Sente des roches
- 182 : La Vue du bord de l'eau à Saint-Mammès
- 183 : La Berge de la prairie de Veneux-Nadon(collection particulière[161])
- 184 : Vue de Moret
- 185 : Saint Mammès
- 186 : Après-midi de septembre en bateau
- 187 : L'Étang de Chevreuil
- 188 : Le Chemin de l'étang

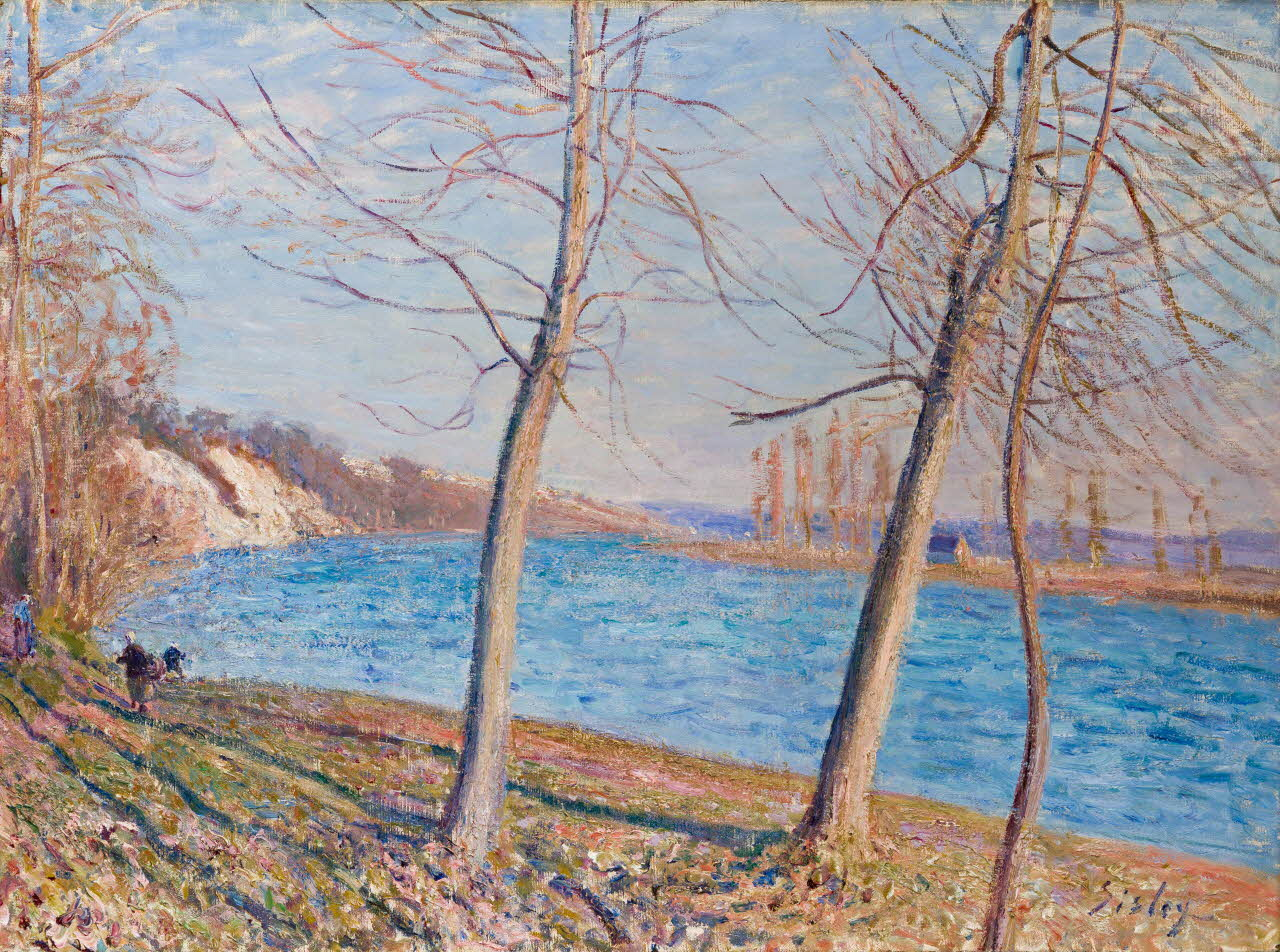
164 : Au bord du Loing

### Victor Vignon
Victor Vignon présente 15 œuvres : 
- 189 : Une route au Val Hermé (appartient à M. R.)
- 190 : Les Chaumières à Auvers (appartient à M. D.)
- 191 : La Seine à Port-Marly
- 192 : Louveciennes
- 193 : La Sente d'Auvers
- 194 : Pommes et raisins
- 195 : La Seine à Bougival
- 196 : Le Chemin de la Princesse
- 197 : Les Champs aux prés
- 198 : Nature morte
- 199 : Plaine de Rueil
- 200 : La Seine à Port-Marly
- 201 : Étude d'arbres (île de Croissy)
- 202 : Les Chaumières
- 203 : Étude, quatre crayons